# Magna Carta
La Magna Charta Libertatum (dal latino medievale, Grande Carta delle Libertà), comunemente chiamata Magna Carta (o Magna Charta), è una carta reale dei diritti accettata il 15 giugno 1215 dal re Giovanni d'Inghilterra a Runnymede, nei pressi di Windsor. Redatta dall'arcivescovo di Canterbury Stephen Langton per cercare, senza successo, di raggiungere la pace tra l'impopolare re e un gruppo di nobili ribelli, essa doveva garantire la tutela dei diritti della chiesa, la protezione dei civili dalla detenzione ingiustificata, offrire una rapida giustizia e limitare i diritti di tassazione feudali della Corona. Nessuna delle due parti mantenne i propri impegni e la Carta fu annullata dal papa Innocenzo III, facendo precipitare il Paese nella prima guerra dei baroni.
Dopo la morte di Giovanni il governo di Guglielmo il Maresciallo, reggente del giovane Enrico III, emanò nuovamente la Carta nel 1216, priva tuttavia di alcuni dei suoi contenuti più radicali, in un tentativo fallito di ottenere un sostegno politico; l'anno seguente, alla fine della guerra, la Carta fece parte del trattato di pace concordato a Lambeth. A corto di fondi, Enrico la ripubblicò ancora una volta nel 1225 in cambio di nuove tasse; suo figlio, Edoardo I, lo fece nel 1297, questa volta confermandola come parte della legge statutaria dell'Inghilterra. La carta confluì dunque nella vita politica inglese venendo rinnovata da ogni sovrano, sebbene il passare del tempo e le nuove leggi del Parlamento d'Inghilterra l'avessero privata di una fetta del suo significato pratico.
Alla fine del XVI secolo vi fu una notevole crescita nell'interesse verso la Magna Carta. All'epoca si diffuse l'ipotesi tra avvocati e storici che esistesse un'antica costituzione inglese, risalente ai tempi degli anglosassoni, volta a proteggere le libertà individuali dei cittadini dell'isola. Stando a questa tesi, l'invasione normanna del 1066 si era resa responsabile della cancellazione di questi diritti, ragion per cui la Magna Carta nacque verosimilmente con l'intento di ripristinarli su una spinta popolare. Sebbene tale ricostruzione fosse largamente lontana dalla realtà, giuristi come Sir Edward Coke ricorsero ampiamente alle disposizioni della Magna Carta all'inizio del XVII secolo, allo scopo di confutare il diritto divino dei re promosso dai sovrani della dinastia Stuart. Il mito politico della Magna Carta e la sua protezione delle antiche libertà personali persistettero anche dopo la Gloriosa Rivoluzione del 1688 e fino al XIX secolo inoltrato, influenzando pure i primi coloni americani delle tredici colonie e la redazione della Costituzione degli Stati Uniti. Gli studi degli storici di epoca vittoriana dimostrarono come la carta originale del 1215 riguardasse il rapporto medievale tra monarca e nobiltà, piuttosto che i diritti del popolo comune. Ciononostante, l'atto rimase un documento dal valore iconico e culturale assai forte, benché quasi tutte le sue clausole fossero abrogate nel XIX e XX secolo. Considerata comunque Carta fondamentale della monarchia britannica, al 2021 restano in vigore le clausole 1, 9 e 29 dell'ultima versione, quella del 1297.
La Magna Carta costituisce ancora oggi un importante simbolo della libertà, spesso citata da politici e attivisti, gode di un grande rispetto nelle comunità giuridiche britanniche e statunitensi. Nel XXI secolo sopravvivono quattro esemplari, o copie conformi, della carta originale del 1215, due conservate nella British Library, una presso il castello di Lincoln e una nella Cattedrale di Salisbury. Le carte originali furono scritte su fogli di pergamena usando penne d'oca in un latino medievale fortemente abbreviato, un'abitudine per i documenti legali a quel tempo. Ciascun esemplare era autenticato con il grande sigillo reale (realizzato in cera d'api e ceralacca in resina), ma pochissimi di questi sono sopravvissuti. Sebbene gli studiosi facciano solitamente riferimento alle 63 "clausole" numerate della Magna Carta, si tratta di un moderno sistema di classificazione, introdotto da Sir William Blackstone nel 1759; la carta originale era costituita da un unico e lungo testo ininterrotto.

## Storia

### XIII secolo

#### Antefatti

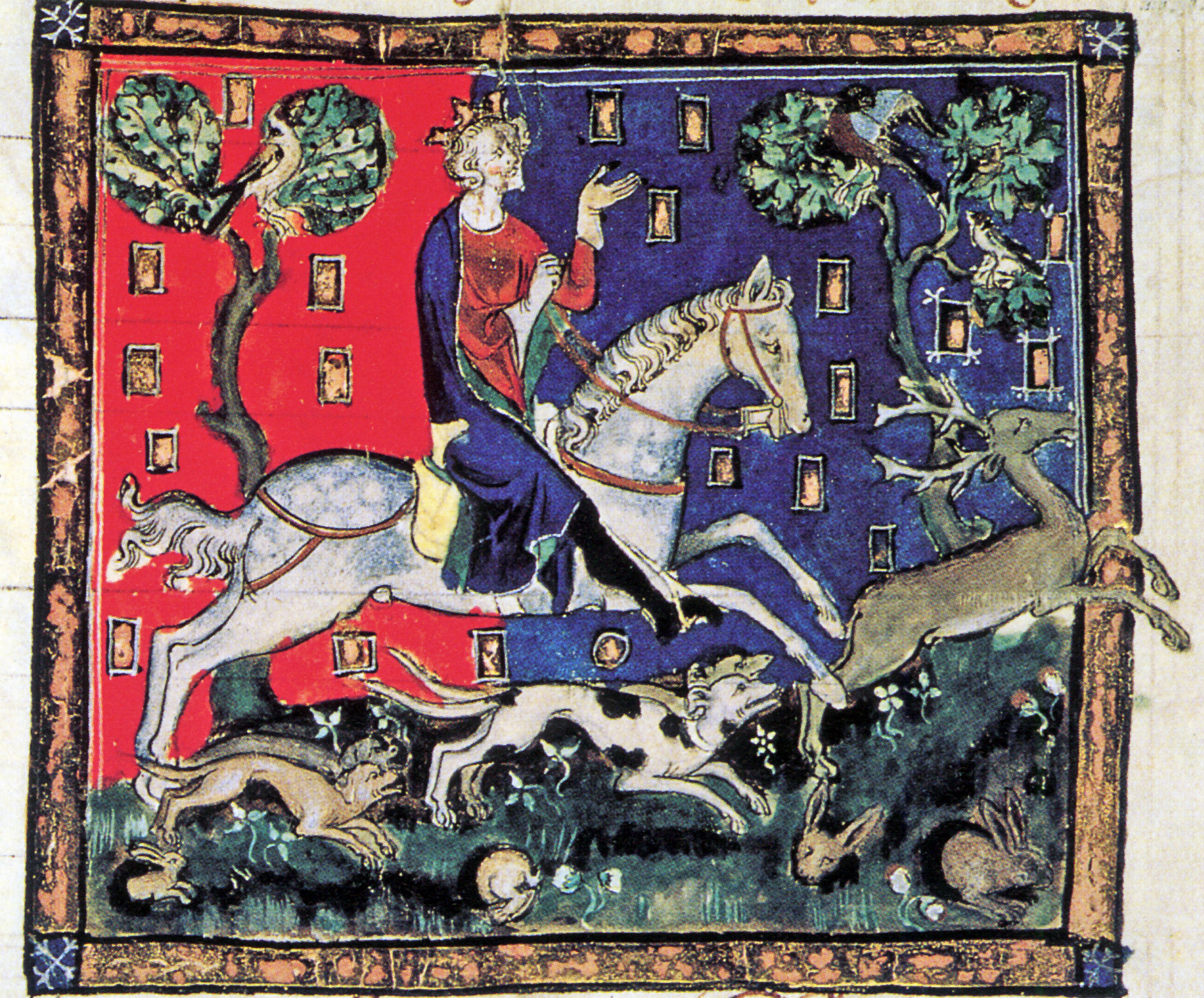
Re Giovanni d'Inghilterra mentre si dedica alla caccia al cervo, manoscritto miniato del XIV secolo

La Magna Carta venne concepita nel 1215 come un tentativo di raggiungere la pace tra la monarchia inglese e le fazioni ribelli dei baroni del regno. A quel tempo l'Inghilterra era governata da re Giovanni, il terzo monarca della casa dei Plantageneti, e nonostante il regno godesse di un sistema amministrativo robusto, la natura e le prerogative della dinastia dei plantageneti apparivano mal definite e incerte. Essi governarono sulla base principio della vis et voluntas (o "forza e volontà"), in virtù del quale i regnanti disponevano del potere esecutivo e arbitrario poiché ritenuti al di sopra della legge. Già i predecessori di Giovanni avevano sperimentato gravi momenti di tensione con i propri nobili: se il primo sovrano plantageneto, Enrico II d'Inghilterra, aveva dovuto fronteggiare i nobili insorti contro le sue riforme giuridiche che avevano conferito uno smisurato potere alla Corona ai danni dei feudatari, il figlio Riccardo I aveva suscitato malcontenti a causa della pesante pressione fiscale da lui imposta per finanziare la terza crociata.
Allo scopo di difendere e poi riconquistare gli antichi possedimenti dei Plantageneti in Normandia Giovanni dovette ingaggiare una guerra con il regno di Francia finanziata grazie a una sostanziale tassazione dei suoi baroni che ne denunciarono pubblicamente l'arbitrarietà, segnalando in particolare gravi abusi nell'applicazione dello scutagium, l'imposta dovuta da chi non partecipava personalmente al servizio militare. A causa della dura disfatta delle truppe inglesi, alleate a quelle dell'imperatore tedesco Ottone IV, nella battaglia di Bouvines nel 1214, Giovanni si trovò obbligato a pagare un consistente risarcimento per ottenere la pace. In quella fase la popolarità del monarca tra i suoi baroni, già bassa, calò ancora maggiormente, alimentando una situazione di forte sfiducia tra le parti. Rientrato sconfitto dalla Francia, re Giovanni scoprì che i baroni ribelli nel nord e nell'est dell'Inghilterra si erano coalizzati contro di lui.

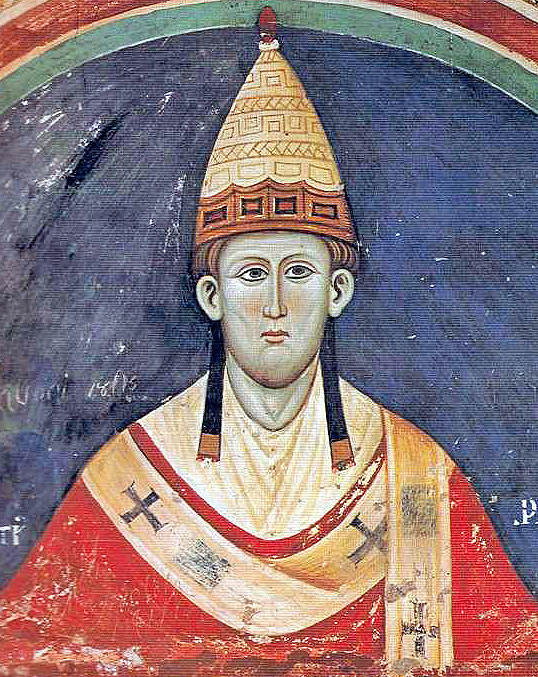
Un affresco coevo del papa Innocenzo III

Al fine di cercare di alleggerire la situazione, Giovanni tenne un consiglio a Londra nel gennaio 1215 per discutere di possibili riforme, mentre in primavera, a Oxford, si confrontarono i suoi delegati con i ribelli. Entrambe le parti fecero appello al papa Innocenzo III perché potesse fare da arbitro nella disputa. Durante i negoziati, i baroni insorti redassero un primo documento, chiamato dagli storici "Ignota Carta delle libertà", in cui vennero messe per iscritto, in 12 clausole, le richieste da sottoporre a Giovanni gran parte delle quali già presenti nello statuto delle libertà concesso da Enrico I d'Inghilterra nel 1100. Tale documento, successivamente riproposto nella carta dei Baroni, rappresentò un prototipo di quella che sarà la Magna Carta.
Giovanni sperava che il papato gli potesse fornire assistenza giuridica e morale e, di conseguenza, lo coinvolse; una simile strategia fu dovuta anche al fatto che il re stesso, due anni prima, si era dichiarato vassallo della massima autorità del cristianesimo mettendosi così sotto la sua protezione. In un ulteriore tentativo volto ad assicurarsi il sostegno del pontefice, Giovanni fece voto di diventare un crociato, una mossa che gli diede una protezione politica aggiuntiva ai sensi del diritto ecclesiastico, anche se in molti dubitano della sincerità di tale proposito.
Le lettere di sostegno a Giovanni da parte di Innocenzo III giunsero nel mese di aprile, ma a quel punto i baroni ribelli si erano già organizzati in una fazione militare. A maggio si riunirono a Northampton, dove sciolsero i loro legami feudali con Giovanni e marciarono verso Londra, Lincoln ed Exeter. Messo alle strette, re Giovanni cercò di apparire moderato e conciliante, proponendo di sottoporre la questione a un comitato di arbitraggio con a capo il papa Innocenzo, ma ciò non riuscì a scalfire la determinazione della fazione a lui avversa. Stephen Langton, arcivescovo di Canterbury, si confrontò con i baroni sulle loro richieste e, dopo che fu esperito ogni tentativo di arbitrato, ricevette dallo stesso re Giovanni l'incarico di proporre un trattato di pace.

#### La Carta del 1215

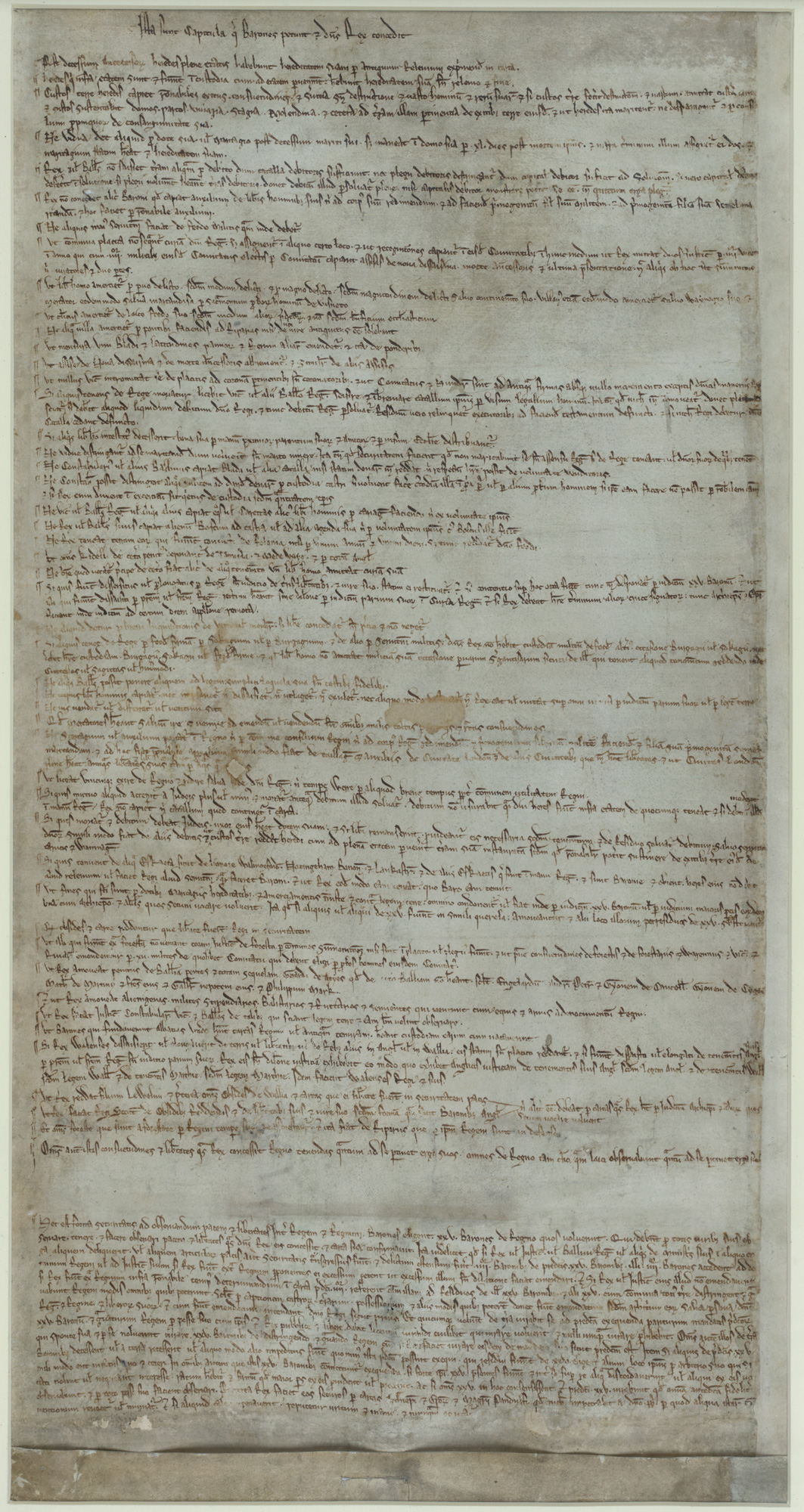
La "Carta dei Baroni" concessa nel giugno 1215, oggi conservata presso la British Library, fu il prototipo della Magna Carta

Il 10 giugno 1215 Giovanni incontrò i capi dei ribelli a Runnymede, una marcita posta sulla riva meridionale del Tamigi. Runnymede era un luogo tradizionale per le assemblee, situato su un terreno neutrale, tra la fortezza reale del castello di Windsor e la sede dei ribelli a Staines, offrendo dunque a entrambe le parti la sicurezza di non trovarsi in una situazione di svantaggio militare. Inoltre, la conformazione del suolo, in gran parte acquitrinoso, scongiurava l'ipotesi di attacchi armati. Qui gli insorti presentarono a Giovanni le loro richieste di riforma contenute nella cosiddetta carta dei Baroni, un documento di 48 clausole e una "formula di garanzia" che ne obbligava l'osservanza da parte del re. I pragmatici sforzi di mediazione compiuti da Stephen Langton nei giorni successivi trasformarono queste iniziali richieste in una carta reale, composta di 63 clausole, che sintetizzava l'accordo di pace proposto; pochi anni dopo, quest'intesa assunse il nome di Magna Carta. Entro il 15 giugno, il testo definitivo dell'atto fu pronto e il 19 giugno, in un clima di festa, i ribelli rinnovarono i loro giuramenti di fedeltà a Giovanni mentre le copie della Carta furono formalmente pubblicate.
Come ha notato lo storico David Carpenter, sebbene la Carta «non facesse perdere tempo occupandosi di teoria politica», essa andò oltre le semplici richieste baronali, costituendo invero una proposta più ampia di riforma politica. Con la stessa si garantivano la tutela dei diritti della Chiesa, la protezione dalla detenzione illegale, l'obbligo a un equo e rapido processo e, soprattutto, si introducevano delle limitazioni in materia di tassazione e altre gabelle feudali verso la Corona, prevedendo che la promulgazione di alcune imposte fiscali necessitasse del consenso dei baroni. La Carta sanciva anche la promozione di alcuni diritti della persona per tutti, in particolare per i baroni, ma anche i diritti dei servi della gleba vennero presi in considerazione nelle clausole 16, 20 e 28. Il suo stile e il suo contenuto riflettevano lo Statuto delle libertà concesso da Enrico I, così come un più ampio corpo di tradizioni giuridiche.
Nella "clausola 61", o "clausola di sicurezza", si stabilì di istituire un consiglio di venticinque baroni per monitorare e garantire la futura adesione del re alle disposizioni della Carta. Se il monarca non le avesse rispettate, entro quaranta giorni dalla notifica di una trasgressione da parte del Consiglio dei venticinque baroni, essi sarebbero stati autorizzati a impossessarsi dei suoi castelli e delle sue terre fino a che, a loro giudizio, non avesse ottemperato all'inadempienza. In un certo senso si trattava di una disposizione senza precedenti: benché altri re avessero in passato concesso il diritto di resistenza individuale ai loro sudditi, da avocare nel caso in cui il monarca stesso non avesse adempiuto ai suoi obblighi, la Magna Carta risultò il primo documento che costituiva un mezzo formalmente riconosciuto per costringere collettivamente la Corona. A giudizio di Wilfred Warren una simile disposizione avrebbe reso quasi inevitabile una guerra civile, se si considerano «la rudimentale formulazione con cui era stata redatta e il margine di applicabilità potenzialmente illimitato». Con questa clausola i baroni contavano di forzare Giovanni a rispettare le disposizioni della Carta, malgrado questa fosse così fortemente sbilanciata contro il re che egli non avrebbe potuto sopravvivere.
Giovanni e gli aristocratici ribelli non si fidavano l'uno dell'altro e nessuna delle due parti tentò seriamente di rispettare l'accordo di pace. I 25 baroni nominati per il consiglio furono tutti rivoltosi scelti tra coloro che si erano posti nelle posizioni più estreme e molti di loro addussero svariate motivazioni per mantenere mobilitati i rispettivi eserciti a disposizione. Ulteriori controversie iniziarono presto a emergere anche tra i baroni ribelli e quelli della fazione realista.
La clausola 61 della Magna Carta conteneva anche l'impegno del re a chiedere «nulla a nessuno, né per noi [cioè la Corona] né per altri, per cui alcuna di queste concessioni o libertà possa essere revocata o diminuita». Nonostante ciò, già il mese successivo alla promulgazione, il re fece appello al papa Innocenzo sostenendo che la Carta ponesse a rischio il suo rapporto in veste di feudatario. A onor del vero, nonostante ai sensi dell'intesa di pace i baroni a Londra avrebbero dovuto deporre le armi entro il 15 agosto, essi si rifiutarono di farlo. Nel frattempo, i commissari papali scomunicarono i baroni insorti e, all'inizio di settembre, sospesero Langton dalla sua carica. Acquisita la conoscenza dei dettagli della Carta il papa inviò una dettagliata risposta in una lettera datata il 24 agosto e giunta oltremanica a fine settembre, ritenendola «non solo vergognosa e umiliante, ma anche illegale e ingiusta», in quanto Giovanni aveva dovuto «accettarla sotto costrizione» e, quindi, essa doveva essere considerata «nulla e priva di ogni effetto per sempre». Pertanto, sotto la minaccia di scomunica, il re non osservò le disposizioni della Carta, né i baroni cercarono di farla rispettare.

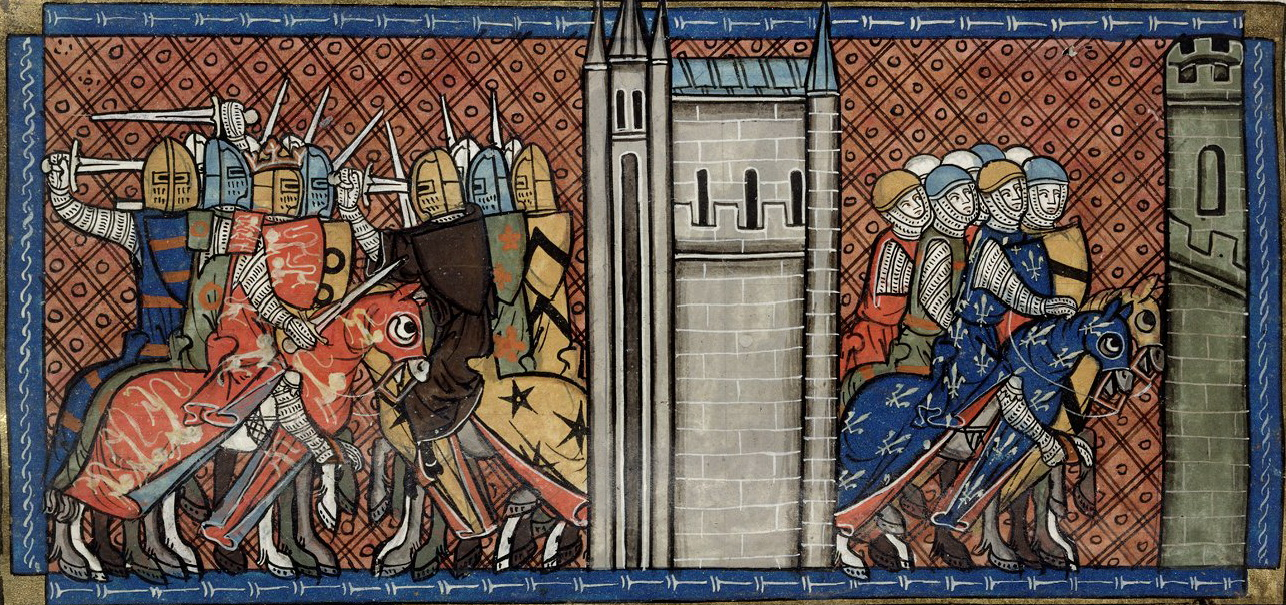
Re Giovanni combatte Filippo II di Francia nella prima guerra dei baroni

Una volta fallita la pace scoppiarono violenze tra le due fazioni, che portarono alla prima guerra dei baroni. I nobili ribelli dedussero che instaurare un dialogo con Giovanni fosse impossibile e si rivolsero al figlio del re Filippo II di Francia, il futuro Luigi VIII, per chiedere aiuto, offrendogli nel contempo il trono inglese di cui poteva vantare delle legittime, sebbene flebili, rivendicazioni. La guerra presto si tramutò in una situazione di stallo. Il re si ammalò e morì nella notte del 18 ottobre 1216, lasciando Enrico III, di soli nove anni, come suo erede.

#### Sotto il governo di Enrico III: la Carta del 1216

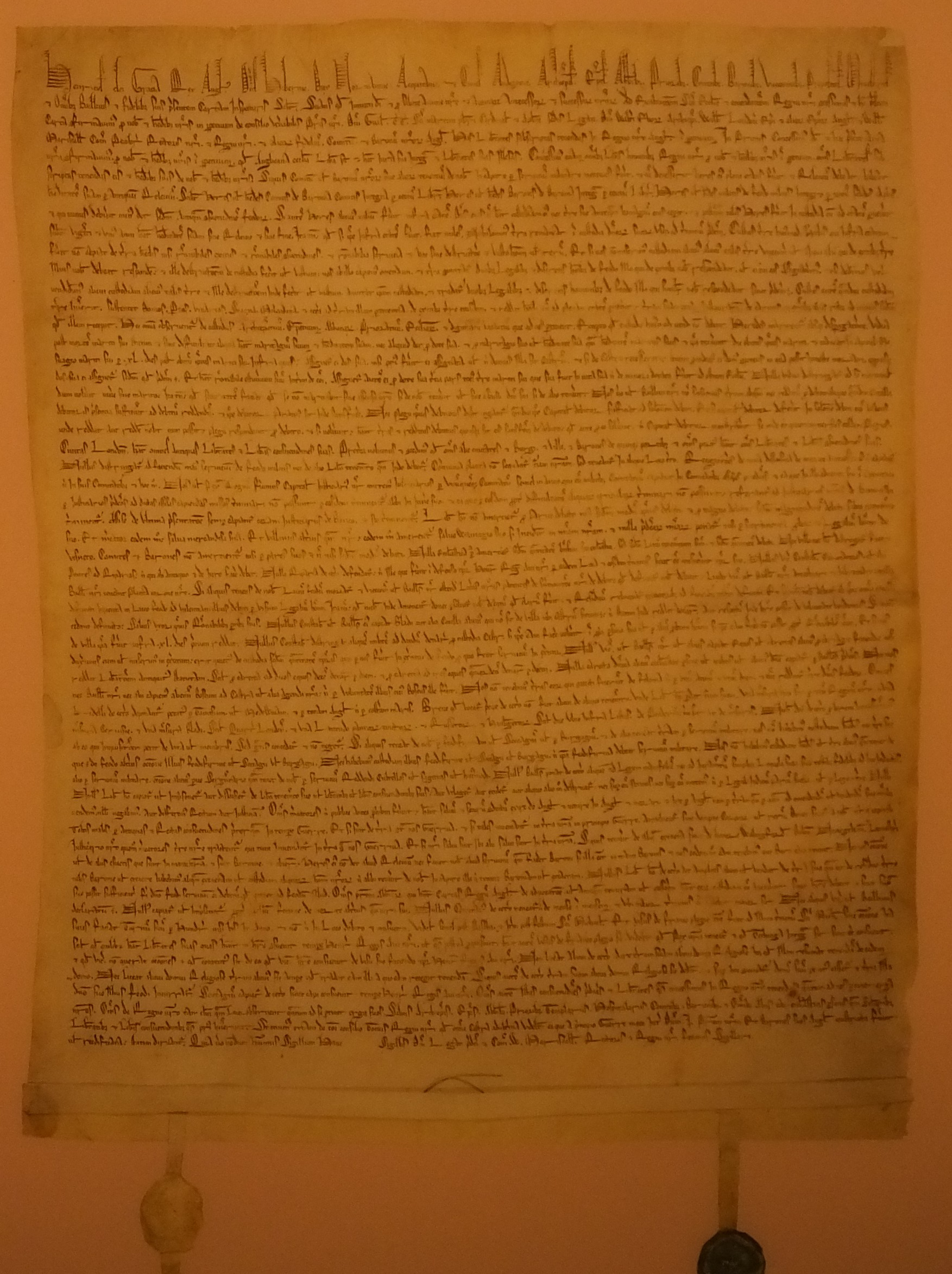
La Carta del 1216 con i sigilli di Guglielmo il Maresciallo e Guala Bicchieri, reggenti di Enrico III d'Inghilterra

Nonostante la Carta del 1215 si fosse rivelata un fallimento come trattato di pace essa risorse sotto il governo del giovane Enrico III d'Inghilterra. Sul letto di morte, re Giovanni aveva nominato un consiglio di tredici esecutori testamentari al fine di aiutare il giovane successore a recuperare il controllo del regno, chiedendo inoltre che fosse messo sotto la tutela di Guglielmo il Maresciallo, uno dei più famosi cavalieri inglesi. Il 28 ottobre il cardinale Guala Bicchieri, legato papale, supervisionò alla sua incoronazione presso la Cattedrale di Gloucester.
Il giovane re ereditò una situazione difficile, con oltre la metà dell'Inghilterra occupata dai ribelli. Tuttavia, egli poteva contare sul sostegno del cardinale Guala Bicchieri, intenzionato a vincere il conflitto e a punire gli insorti. Guala, dunque, cercò di rafforzare i legami tra l'Inghilterra e il papato iniziando dall'incoronazione, durante la quale Enrico omaggiò il pontefice riconoscendolo, come in precedenza aveva fatto suo padre, suo signore feudale. Dal canto suo il papa Onorio III dichiarò Enrico suo vassallo e che il legato pontificio avesse completa autorità al fine di proteggere il sovrano e il suo regno. Come misura aggiuntiva, il re prese la croce, dichiarandosi un crociato e, quindi, avente diritto a una speciale protezione da Roma.
La guerra non progrediva bene per i lealisti, ma anche il principe Luigi e i baroni ribelli incontrarono sostanziali difficoltà. Il governo di Enrico, desideroso di raggiungere una pace, provò a convincere i baroni ribelli a far ritorno alla fedeltà in cambio della restituzione delle loro terre. Come atto di pacificazione, venne emanata una nuova versione della Carta del 1215, anche se priva di alcune clausole come quelle sfavorevoli al papato e la clausola 61 con la quale era stato istituito il consiglio dei baroni. Essendo Enrico ancora troppo giovane e quindi privo del Gran Sigillo Reale la nuova carta venne autenticata con i sigilli personali di Guala e Guglielmo. Tale iniziativa non riscosse, tuttavia, il successo sperato e l'opposizione al nuovo governo di Enrico si fece più incallita.

#### Terza stesura: la Carta del 1217 e la Carta della Foresta

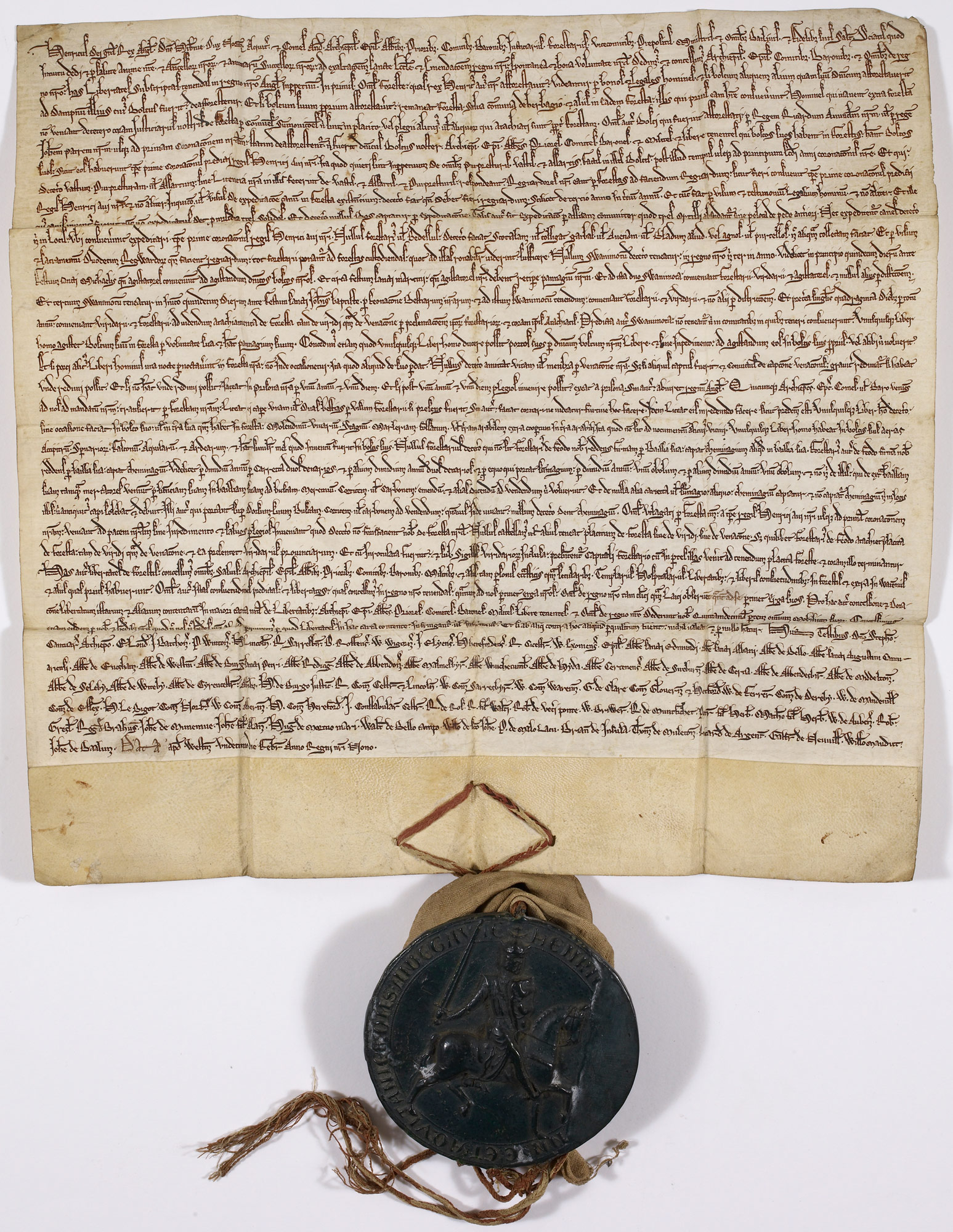
La Carta della Foresta del 1217, conservata presso la British Library

Nel mese di febbraio 1217 Luigi VIII salpò per la Francia per radunare rinforzi utili per la sua guerra in Inghilterra. In sua assenza scoppiò una disputa tra i seguaci transalpini di Luigi e quelli inglesi, mentre il cardinale Guala dichiarò che la guerra di Enrico contro i rivoltosi e i francesi poteva essere paragonata a una crociata, ragion per cui chiunque avesse partecipato avrebbe ricevuto il perdono per i propri peccati come se avesse combattuto contro gli infedeli. Questa premessa provocò una serie di defezioni nel movimento ribelle e le sorti del conflitto volsero in favore del plantageneto Enrico. Alla fine di aprile Luigi fece ritorno in Inghilterra, ma le sue forze del nord subirono una sconfitta il mese seguente da Guglielmo il Maresciallo nella battaglia di Lincoln.
Nel frattempo in Francia venne ridotto il supporto per la campagna del principe Luigi, il quale fu costretto a iniziare a considerare persa la guerra in Inghilterra. Il cardinale Guala dette dunque inizio ai negoziati, proponendo a Luigi di rinunciare alla sua velleitaria rivendicazione del trono inglese in cambio della restituzione delle terre ai suoi seguaci e alla revoca delle sentenze di scomunica. Dal canto suo il governo di Enrico si sarebbe impegnato a rispettare la Carta precedente. L'accordo proposto venne giudicato, da parte di alcuni fedelissimi, come troppo generoso verso i ribelli, in particolare nei confronti del clero che aveva aderito alla ribellione.
Con i negoziati in stallo Luigi rimase a Londra con le sue rimanenti truppe speranzoso dell'arrivo di rinforzi dalla Francia. Ad agosto, quando giunse la flotta attesa inviatagli dalla madre Bianca di Castiglia, questa venne intercettata e surclassata dai lealisti nella battaglia di Sandwich, ponendo fine a qualsiasi ambizione del giovane principe transalpino. Luigi fu dunque costretto a entrare nei negoziati di pace giungendo all'accordo sul trattato di Lambeth, noto anche come trattato di Kingston, sottoscritto tra il 12 e il 13 settembre 1217. Il trattato era simile alla prima offerta di tregua, ma in questa nuova versione dell'atto restava escluso il clero ribelle, che dovette rinunciare alle proprie terre. Come concordato, Luigi lasciò l'isola per andare a combattere nella crociata albigese nel sud della Francia, chiudendo così la prima guerra dei baroni.
Tra ottobre e novembre, per fare il punto della situazione post-bellica, si convocò a Westminster il Magnum Concilium; si ritiene che questo concilium formulò ed emise la Carta del 1217, ovvero la terza stesura della Magna Carta. Simile a quella del 1216, anche se si aggiunsero alcune clausole che proteggevano i diritti dei baroni sui loro sudditi, questa stemperava qualche restrizione sulla capacità della Corona di imporre tassazioni. Restava, tuttavia, una serie di divergenze intorno alla gestione delle foreste reali, le quali appartenevano a un sistema giuridico speciale e rappresentavano una fonte di reddito notevole per la suprema carica. Per ovviare al problema si emanò un emendamento complementare, la Carta della Foresta, al fine di alleggerire le sanzioni previste per chi avesse cacciato di frodo nelle foreste del re a vantaggio della popolazione più povera; inoltre, si imposero maggiori controlli ai tribunali forestali per limitarne il potere e vennero rivisti i confini delle aree verdi della Corona. Per distinguere le due carte, la designazione Magna Carta libertatum venne utilizzata per riferirsi al precedente e più vasto documento che, in seguito, divenne noto semplicemente come Magna Carta.

#### Una quarta stesura, il testo definitivo: la Carta del 1225

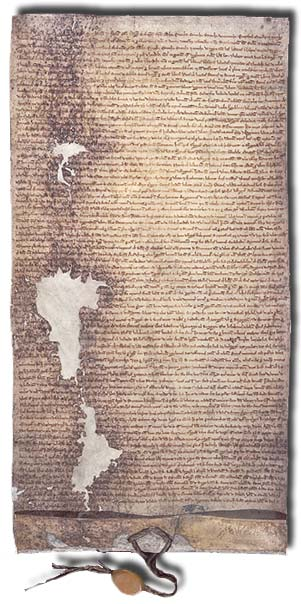
La versione del 1225 della Magna Carta, emessa da Enrico III, conservata negli Archivi Nazionali

Durante la giovinezza di Enrico III la Magna Carta si integrò sempre di più nella vita politica inglese. Mentre il re cresceva il suo governo iniziò lentamente a riprendersi dalla guerra civile, riacquisendo il controllo delle contee e aumentando nel contempo le proprie entrate finanziarie, con l'attenzione però di non oltrepassare i termini sottoscritti nelle intese. Nel 1223, presso la corte emersero alcune tensioni riguardo all'interpretazione delle norme quando il governo di Enrico tentò di riaffermare i propri diritti sulle proprietà e sui ricavi nelle contee. A tali pretese si erano opposte le resistenze di molte comunità che sostenevano, anche se non sempre correttamente, che le carte proteggessero le loro posizioni. Tali pareri provocarono un dibattito sull'effettiva sussistenza in capo al re dei vincoli giuridici generati dagli accordi, visto che aveva dovuto accettarli in modo imperativo. In quest'occasione, Enrico fornì tuttavia alcune rassicurazioni verbali sul fatto che si considerasse vincolato dalle disposizioni contenute nelle carte.
Due anni più tardi la questione dell'impegno di Enrico riemerse, cioè quando Luigi VIII di Francia invase le province inglesi in Francia: il Poitou e la Guascogna. Le truppe di Enrico di stanza in Poitou, povere di risorse, capitolarono ben presto e la regione venne rapidamente persa. Non fu difficile comprendere come la medesima sorte sarebbe presto toccata anche alla Guascogna in caso di mancato invio di rinforzi dall'oltremanica. Per scongiurare questo scenario nei primi mesi del 1225 il Magnum Concilium approvò un'esosa tassa di 40 000 sterline, atta a finanziare una spedizione che mise presto in sicurezza la Guascogna. In cambio del sostegno dimostrato a Enrico, i baroni chiesero che il re emanasse nuovamente la Magna Carta. Il contenuto della pubblicazione, la quarta, fu quasi identico a quello del 1217, ma nella nuova versione il re dichiarò che la Carta fosse stata emessa in base alla propria «spontanea e libera volontà». Questa stesura è quella che nei secoli seguenti sarà di riferimento per i sovrani e i giuristi.
I baroni, tuttavia, nutrirono dubbi riguardo al fatto che il monarca avrebbe sempre rispettato i dettami del documento, il quale imponeva peraltro di tenere in grande considerazione il parere della nobiltà. L'incertezza continuò e, nel 1227, quando raggiunse la maggiore età e fu quindi in grado di governare autonomamente, la suprema autorità annunciò che le future carte avrebbero dovuto essere rilasciate con il proprio sigillo. Questo portò a mettere in discussione la validità delle carte precedenti, ovvero quelle emesse durante la sua minore età. Nel 1253, Enrico confermò ancora una volta i patti in cambio di ulteriori imposizioni fiscali.
Durante il suo regno Enrico III pose particolare attenzione alla ricostruzione simbolica dell'autorità reale, ma il suo tentativo venne relativamente circoscritto dalla Magna Carta. Egli generalmente agì sotto le limitazioni imposte dalle clausole che impedivano alla Corona di intervenire contro i baroni al di fuori di un regolare processo, comprese le sanzioni pecuniarie e le espropriazioni che erano state, invece, frequenti con suo padre Giovanni.
Nonostante le varie disposizioni l'amministrazione della giustizia appariva incoerente e guidata perlopiù dalle esigenze immediate della politica: talvolta venivano affrontate le legittime denunce baronali mentre, in altre occasioni, lo stesso problema poteva venire semplicemente ignorato. Le corti reali che giravano il Paese per amministrare la giustizia a livello locale erano dotate di poca forza, circostanza che consentiva ai baroni più forti di dominare il sistema giudiziario locale. Il sistema giudiziario di Enrico divenne così lassista e incurante, con una conseguente riduzione del potere reale nelle province e, in ultima analisi, il crollo della sua autorità a corte.

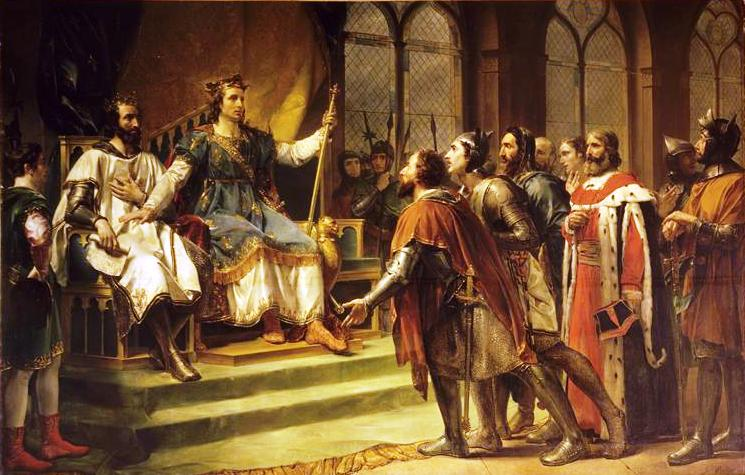
Re Luigi IX di Francia tenta di mediare tra Enrico III d'Inghilterra e i suoi baroni ribelli nel dit d'Amiens

Nel 1258 un gruppo di baroni prese il potere grazie a un colpo di Stato, citando la necessità di applicare rigorosamente la Magna Carta e la Carta della Foresta, dando vita a un nuovo governo baronale che promuovesse riforme attraverso le disposizioni di Oxford. I baroni ribelli non si trovavano in una condizione militare sufficientemente florida da conseguire una vittoria decisiva e così, tra il 1263 e il 1264, fecero appello al re Luigi IX di Francia perché facesse da arbitro sulle loro proposte riformiste. Gli aristocratici basarono le loro richieste sui termini della Magna Carta, sostenendo che fosse una fonte inviolabile del diritto inglese e che il re fosse andato contro i suoi dettami.
Con il dit d'Amiens il re transalpino si schierò fermamente in favore della monarchia, con il risultato che l'arbitrato francese non riuscì a raggiungere la pace con i ribelli che, per tutta risposta, rifiutarono di accettare il verdetto. L'Inghilterra sprofondò nella seconda guerra dei baroni, alla fine vinta dal figlio di Enrico, il principe Edoardo I. Anche quest'ultimo invocò la Magna Carta nel giustificare la sua causa, sostenendo che i riformatori stessi avessero agito in contrasto con essa. In seguito alla sconfitta dei baroni, nel 1267, Enrico, con un gesto conciliante, emise lo Statuto di Marlborough, che comprendeva un nuovo impegno a rispettare i termini della Magna Carta.

#### Riconferma sotto Edoardo I: la Carta del 1297 e del 1300

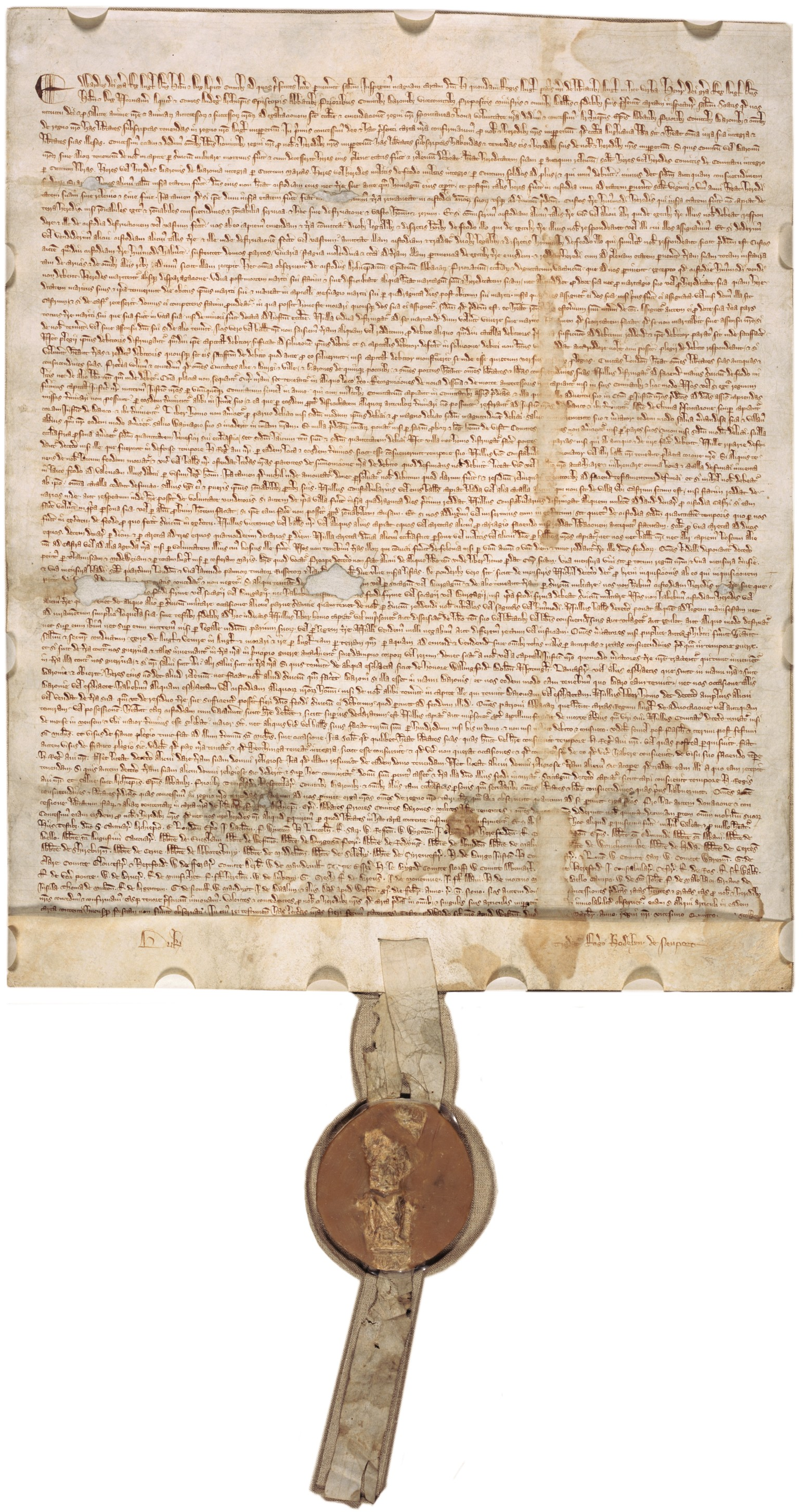
La versione del 1297 della Magna Carta, esposta presso il National Archives Building a Washington

Nel 1297 il re Edoardo I riemanò le Carte del 1225, con gli stessi contenuti, in cambio dell'imposizione di una nuova tassa necessaria per sostenere le sue campagne militari contro il Galles e la Scozia. Questa è la versione che persiste come disposizione normativa ancora oggi, anche se la maggioranza delle clausole è stata abrogata nel tempo (rimangono tuttora in vigore la 1, la 9 e la 29). Alla carta del 1297 venne apposto il sigillo utilizzato quando il sovrano era assente, detto seal of absence, in quanto al momento della promulgazione Edoardo si trovava nelle Fiandre.
Nello stesso anno fu pubblicata da Edoardo I la Confirmatio Cartarum, un documento di conferma delle carte redatto in lingua normanna. Avendo la costante necessità di recuperare denaro per la guerra, re Edoardo aveva imposto nuovi dazi alla nobiltà, la quale rispose prendendo le armi contro di lui e costringendolo a emettere tali conferme sotto minaccia di una nuova guerra civile. Gli aristocratici cercarono altresì di aggiungere un'altra postilla, il De Tallagio; tuttavia, il governo di Edoardo I non fu disposto a concederlo, limitandosi a confermare il principio che la tassazione dovesse essere imposta solo successivamente al consenso, anche se non venne chiarito come si potesse stabilire questo consenso.

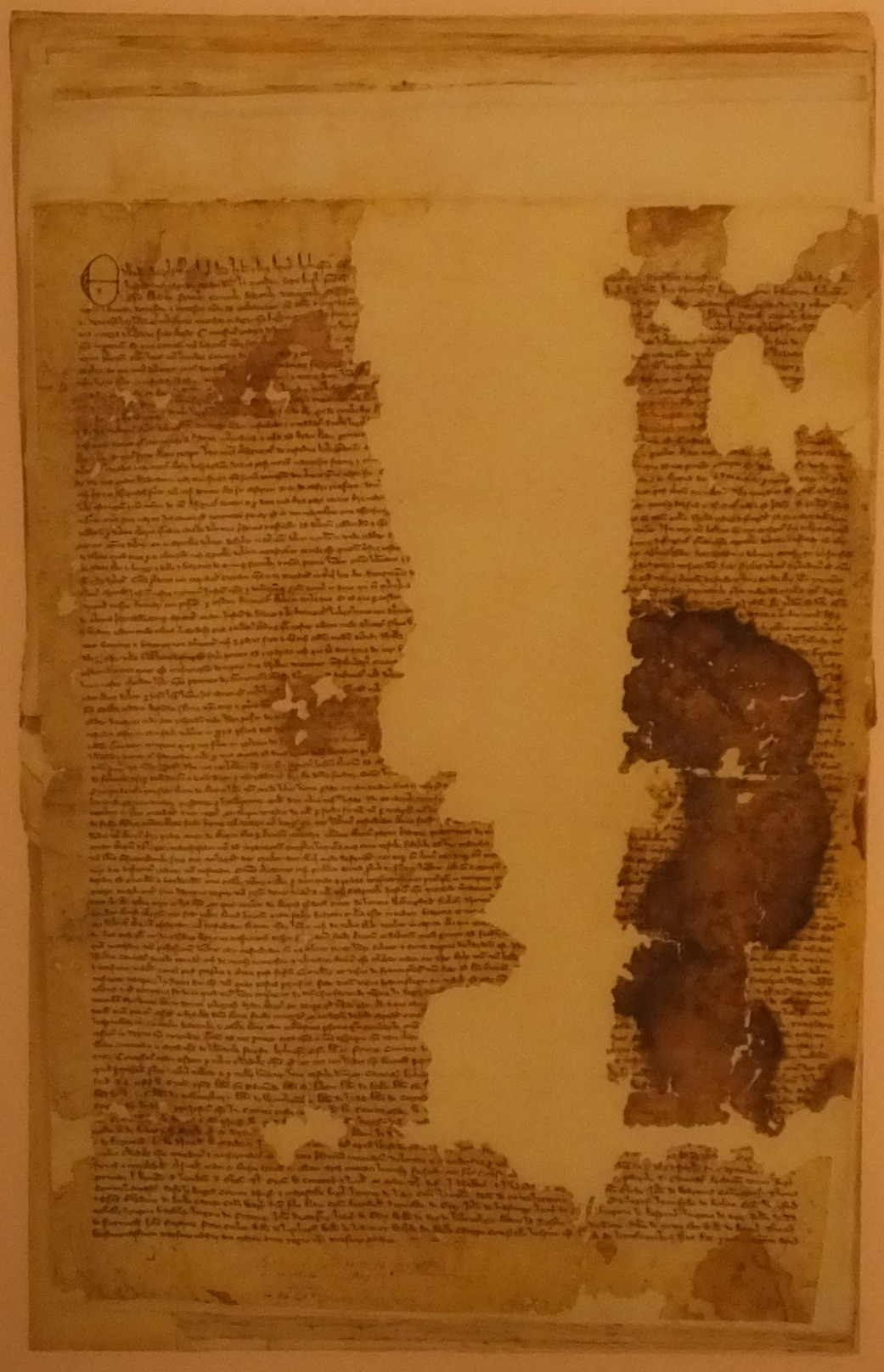
Una copia della Carta del 1300

Nel 1300 venne concesso un documento di diciassette clausole, l'Articuli super Cartas, come ulteriore tentativo di risolvere l'annosa questione del rispetto delle disposizioni delle carte. Con esso si stabilì anche una nuova concessione della Magna Carta, da consegnare allo sceriffo di ognuna delle circa trenta contee del regno dove sarebbe stata letta quattro volte l'anno, in occasione delle riunioni dei tribunali locali. Ogni regione avrebbe dovuto istituire un comitato di tre uomini con il compito di raccogliere le lamentele circa le violazioni delle disposizioni in esse contenute. Quest'ultima pubblicazione fu l'ultima a essere emessa con il Gran Sigillo reale: in seguito, per ogni occasione in cui un sovrano avesse dovuto fare riferimento a una delle clausole della Magna Carta, lo avrebbe fatto tramite lettere patenti, senza dover redigere e promulgare nuove carte.
Il papa Clemente V proseguì la politica di sostegno ai monarchi, che nella visione cristiana del tempo governavano per grazia divina, e nel 1305 abrogò la Confirmatio Cartarum. Edoardo I interpretò la bolla papale annullando anche gli articuli super-cartas, malgrado questi non fossero stati specificamente menzionati. L'anno successivo il sovrano inglese colse l'opportunità data dal sostegno del pontefice per riaffermare la legge della Foresta su vaste aree. Sia Edoardo, sia il papa vennero accusati da alcuni cronisti loro contemporanei di «spergiuro» e si ritiene che, nel 1312, Roberto I di Scozia rifiutò la pace con il figlio di Edoardo I, Edoardo II, con la seguente giustificazione: «Come può il re d'Inghilterra mantenere fede a me, dal momento che non osserva le promesse giurate fatte ai suoi vassalli...».

#### L'influenza dellaMagna Cartasul diritto medioevale inglese
Per tutto il corso del medioevo la Magna Carta venne richiamata durante il dibattimento dei casi legali. Per esempio nel 1226 i cavalieri del Lincolnshire sostennero che il loro sceriffo si comportasse in modo illegittimo nei confronti dei tribunali locali, «contrariamente alle loro libertà di cui essi avrebbero dovuto godere secondo la Carta del re signore». Ciò dimostrò come nella pratica i casi di violazione delle disposizioni previste nella Carta non venivano portati in giudizio contro il sovrano, ma era possibile istruire una causa contro i suoi ufficiali (per esempio gli sceriffi, come in questo caso) presentando come giustificazione la circostanza che essi agivano in contrasto con le libertà concesse dal monarca.
Inoltre i tribunali medievali si rifacevano alle clausole della Magna Carta riguardo ad alcuni temi specifici, quali la tutela e la dote, il recupero dei crediti e la gratuità della navigazione fluviale. Tuttavia, a partire dal XIII secolo, alcune disposizioni iniziarono a essere utilizzate sempre meno frequentemente in quanto i temi in questione non erano più così rilevanti nella pratica, oppure perché le clausole relative erano state nel frattempo sostituite da norme più rilevanti e più precise. Intorno al 1350, la metà circa delle disposizioni contenute nella Magna Carta non era più utilizzata nella pratica.

### XIV-XV secolo

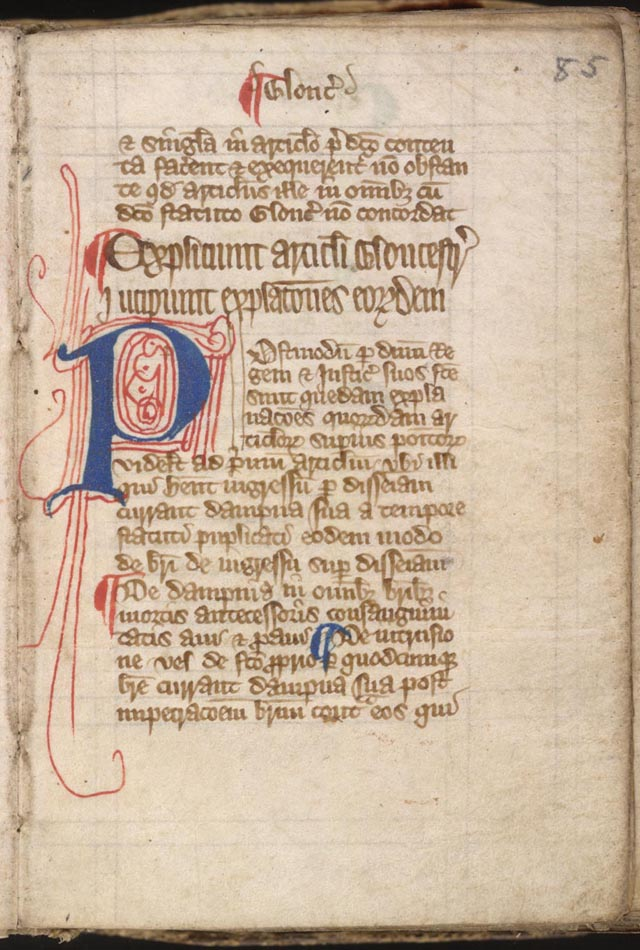
Magna carta cum statutis angliae (Magna carta con gli Statuti Inglesi), inizio del XIV secolo

Durante il regno di Edoardo III, a cavallo tra il 1331 e il 1369, vennero emessi i Sei Statuti, documenti concepiti per tentare di chiarire alcune sezioni delle Carte. In particolare il terzo statuto del 1354 ridefinì la clausola 29 modificando «uomo libero» con «nessun uomo di qualsiasi Stato o condizione che egli possa essere» e introdusse la frase «procedura prevista dalla legge» per il «giudizio legale dei suoi pari o la legge della terra».
Secondo il celebre giurista dell'età elisabettiana sir Edward Coke, tra i secoli XIII e XV, la Magna Carta venne riconfermata almeno 32 volte e probabilmente anche per ben 45 volte. Spesso i lavori del parlamento inglese iniziavano con una lettura pubblica della Carta seguita da una sua riaffermazione da parte del monarca.
A partire dalla metà del XV secolo la Magna Carta cessò di occupare un ruolo centrale nella vita politica inglese, rimanendo tuttavia un testo utilizzato dai giuristi, in particolare come garante dei diritti di proprietà.

### XVI secolo

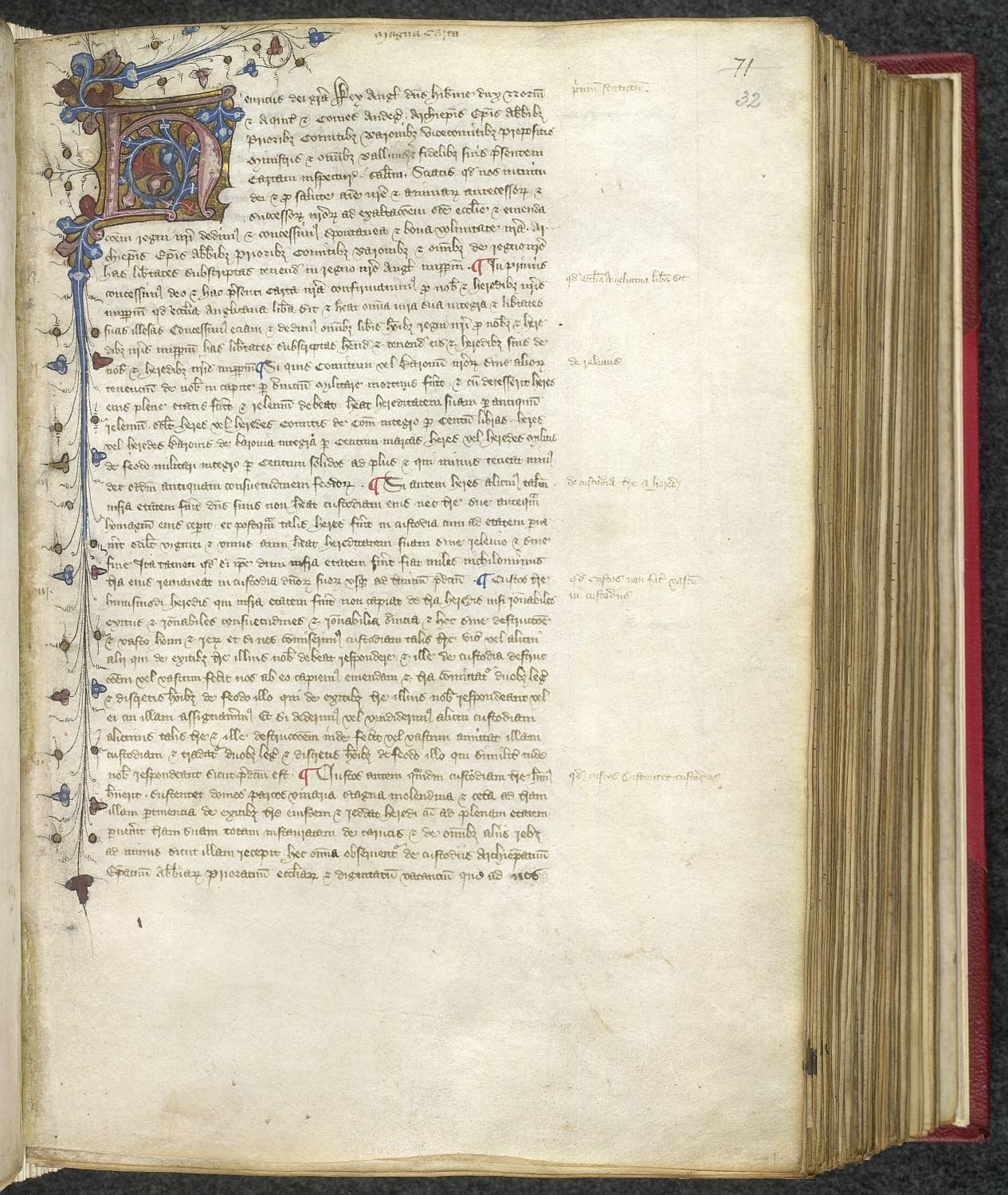
Una copia della Carta del 1217, manoscritta tra il 1437 e il 1450 circa

Nel corso del XVI secolo venne a modificarsi l'interpretazione della Magna Carta e il significato di ciò che era stata la prima guerra dei baroni sulla base delle esigenze politiche. Enrico VII era salito al trono d'Inghilterra alla fine dei disordini conseguenti alla guerra delle due rose e a lui era succeduto il figlio Enrico VIII; entrambi i sovrani si prodigarono al fine di affermare la legittimità del trono e di rendere illegale qualsiasi tipo di ribellione contro il potere reale. Poco dopo, la regina Maria I d'Inghilterra, da sovrana assoluta per diritto divino, volle ripristinare nel paese il cattolicesimo con una spietata repressione dei protestanti anglicani.
La prima edizione stampata grazie alla tecnica dei caratteri mobili della Magna Carta fu probabilmente la "Magna Carta cum aliis Antiquis Statutis", realizzata nel 1508 da Richard Pynson. Si deve rilevare che le prime copie stampate riportavano erroneamente come versione originale della Carta quella emessa da Enrico III e non quella del 1215 di Giovanni. Una redazione abbreviata in lingua inglese venne pubblicata da John Rastell nel 1527 mentre Thomas Berthelet, successore di Pynson come stampatore, rese disponibile tra il 1531 e il 1540 un'edizione corredata da altri "antichi statuti". Nel 1534 George Ferrers pubblicò la prima edizione integrale in lingua inglese in cui il testo della Magna Carta veniva diviso in 37 clausole numerate.
Alla fine del XVI secolo vi fu un diffuso interesse verso lo studio della storia inglese compresa la Magna Carta. Gli approfondimenti sui fatti che portarono alla sua promulgazione alimentarono la tesi secondo la quale essa fosse servita a recuperare una serie di antiche usanze e leggi inglesi che erano state temporaneamente dimenticate a seguito dell'invasione normanna del 1066. Gli storici moderni notano che, sebbene tale tesi sia sostanzialmente errata, la Magna Carta assunse una grande importanza tra gli storici del diritto del tempo che iniziarono a porsi davanti a lei come fosse un "mito".
Lo storico William Lambarde, per esempio, pubblicò ciò che riteneva fossero i codici di diritto anglosassone e normanni, collocando le origini del parlamento inglese in quel periodo, sebbene avesse frainteso le date dei molti documenti in questione. Francis Bacon, dal canto suo, sostenne che la clausola trentanove della Magna Carta fosse la base del concetto della giuria e del procedimento giudiziario del XVI secolo. Gli storici Robert Beale, James Morice e Richard Cosin sostennero che la Carta fosse una dichiarazione di libertà e un diritto fondamentale, ovvero la legge suprema che legittimava il governo inglese. Chi mise in dubbio queste conclusioni, tra cui il deputato Arthur Hall, andò incontro a delle sanzioni.

### XVII e XVIII secolo

#### Tensioni politiche

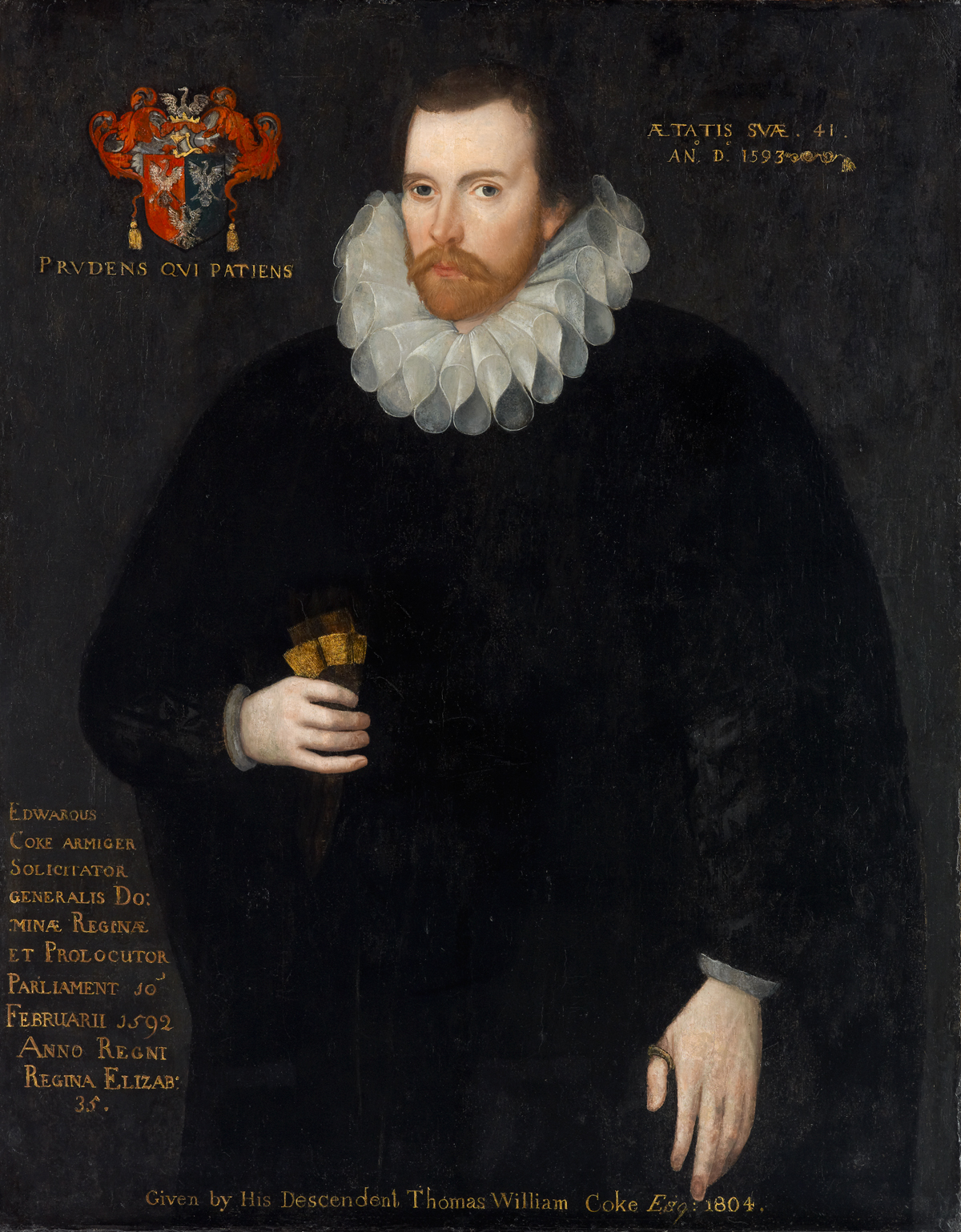
Il giurista Edward Coke fece un vasto uso politico della Magna Carta

Nei primi anni del XVII secolo la Magna Carta divenne un documento sempre più importante sul piano politico, in quanto considerato imprescindibile sul dibattito riguardante la legittimità del potere della monarchia inglese. Mentre i re Giacomo I e Carlo I Stuart erano impegnati nell'attribuire alla Corona una maggiore autorità, sostenendo la dottrina del diritto divino dei re, la Carta venne ampiamente citata dai loro avversari.
Era usuale sostenere che la Magna Carta riconoscesse e proteggesse la libertà dei singoli cittadini inglesi, assoggettando il re al diritto comune e conferendo autorità al parlamento del regno. Anche se talune di queste argomentazioni erano storicamente inesatte, esse le avevano conferito un potere simbolico, tanto che alcuni storici come Sir Henry Spelman la descrissero come «il più maestoso ancoraggio delle libertà degli inglesi».
In tale contesto sir Edward Coke fu molto attivo nell'utilizzare la Magna Carta come strumento politico. Prendendo sempre in considerazione la versione del 1225 del testo, poiché l'originale del 1215 venne ritrovato solamente nel 1610, Coke rese la Carta il soggetto fondamentale delle sue argomentazioni arrivando a considerarla come «la fonte di tutte le leggi fondamentali del Regno». Nel suo lavoro trovò, tuttavia, come strenuo oppositore Lord Ellesmere ma anche alcuni storici moderni, tra cui Ralph Turner e Claire Breay, hanno rilevato un suo «fraintendimento» degli intenti della Carta originale. Secondo tali critiche, la sua analisi, ritenuta «anacronistica e acritica», lo aveva portato a un approccio «molto selettivo» del documento. Più indulgente il giudizio dello storico novecentesco James Holt il quale ha osservato che l'analisi storica della Carta e del suo significato giuridico avessero già sofferto una «distorsione» al momento in cui Coke aveva proposto il suo lavoro.

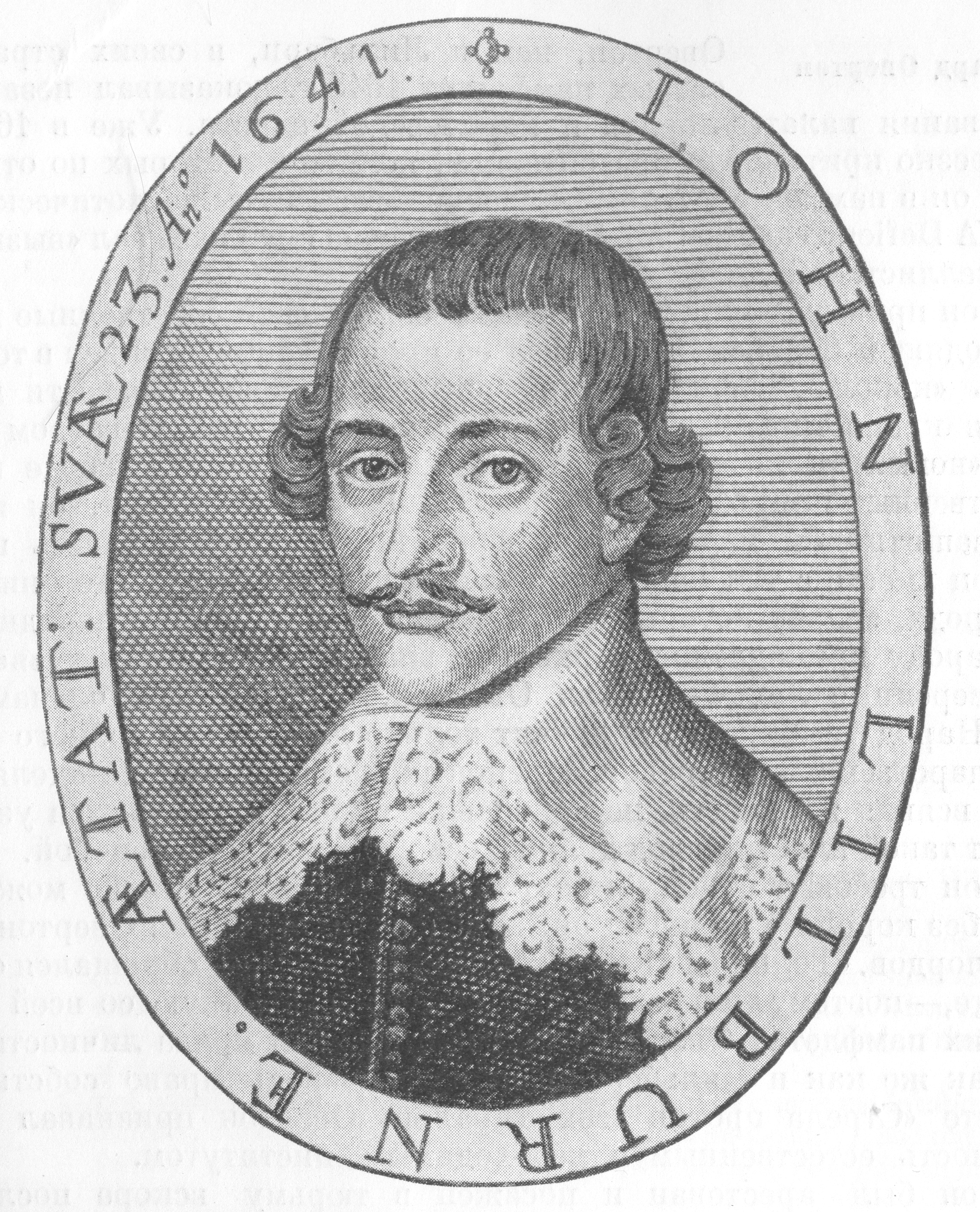
John Lilburne criticò la Magna Carta come una definizione inadeguata delle libertà inglesi

La Carta fu spesso al centro del dibattito giuridico inglese. Nel 1621, venne presentato un disegno di legge al Parlamento al fine di rinnovare la Magna Carta, un tentativo tuttavia infruttuoso. Il giurista John Selden sostenne che i diritti dell'habeas corpus trovassero una loro ragion d'essere già nella Carta. Coke, dal canto suo, promosse la Petition of Right del 1628, in cui citò la Magna Carta nel suo preambolo, sperando di estendere le sue disposizioni e renderle vincolanti per la magistratura. Tale proposta sollevò l'opposizione della monarchia che rispose asserendo che la situazione giuridica coeva fosse molto meno netta rispetto a quella che si presentava all'epoca della promulgazione della Carta; in seguito, la Corona scelse di limitare lo studio della Magna Carta ai soli aspetti storici e ordinò l'arresto di Coke per tradimento.
Nel 1640 l'Inghilterra sprofondò nella guerra civile che portò all'esecuzione del re Carlo I nove anni più tardi. Sotto il successivo protettorato di Cromwell alcuni giuristi misero in dubbio se la Magna Carta fosse ancora vigente in quanto frutto di un accordo raggiunto con un monarca. Un pamphlet pubblicato nel 1660 e intitolato The English devil, indirizzato contro Cromwell e la sua scelta di condannare il documento all'oblio, criticò molto questa posizione.
I gruppi radicali che fiorirono durante quest'epoca erano divisi dalle diverse opinioni sulla Magna Carta. I Livellatori ne respinsero la storia e il significato giuridico come presentati dai loro contemporanei, favorendo invece un punto di vista «anti-normanno». John Lilburne, per esempio, ipotizzò che essa contenesse solo alcune delle libertà che presumibilmente esistevano già sotto gli anglosassoni e che poi vennero soppresse sotto il giogo dei Normanni. Richard Overton descrisse la Carta come «un lavoro meschino che contiene molti segni di intollerabile schiavitù». Entrambi i partiti, tuttavia, intravidero nella Carta un'utile dichiarazione delle libertà che, in mala fede, poteva essere utilizzata contro i governi a loro avversi.

#### Gloriosa rivoluzione e illuminismo
Un primo tentativo di analizzare La Carta secondo metodologie più affini alla storiografia fu quello intrapreso nella seconda metà del XVII secolo da Robert Brady. Brady si rese conto che le libertà espresse erano assai limitate e che fossero sostanzialmente una concessione del re e non diritti naturali. Ponendo la Magna Carta nel contesto storico, instillò il dubbio circa la sua rilevanza politica contemporanea. La sua interpretazione storica, tuttavia, non sopravvisse ai mutamenti della Gloriosa Rivoluzione la quale, secondo lo storico John Pocock, «segnò una battuta d'arresto nel corso della storiografia inglese».
Secondo l'interpretazione della storia formulata dal partito dei Whig la Gloriosa Rivoluzione rappresentò un esempio di recupero delle antiche libertà soppresse dalla tirannia dei sovrani. Sulla base dei concetti espressi da John Locke, i Whig ritennero che la costituzione dell'Inghilterra fosse da considerarsi un contratto sociale basato su alcuni documenti fondamentali, quali la Magna Carta, il Petition of Right e il Bill of Rights. L'uscita del English Liberties (1680 circa), un libro del propagandista Whig Henry Care, nonostante le varie polemiche che suscitò divenne tanto influente da essere ristampato a grande richiesta sia nelle colonie americane sia in Gran Bretagna.
In generale il dibattito relativo alla natura del diritto e dell'autorità affrontò svariati mutamenti. L'approvazione del Septennial Act 1716 comportò una serie di conseguenze. In primo luogo, venne dimostrato che il Parlamento non ritenesse i precedenti statuti inattaccabili, in quanto in esso veniva modificata la durata massima di una legislatura portandola dai tre anni previsti con il Triennial Acts del 1694 a sette. Inoltre si constatò come l'atto avesse notevolmente esteso i poteri del Parlamento sostituendo di fatto l'assolutismo monarchico con la supremazia parlamentare sostenuta quest'ultima da vari attivisti del calibro di Granville Sharp. Sharp considerava la Magna Carta come parte fondamentale della costituzione e sosteneva che sarebbe stato un tradimento abrogare una qualche parte di essa. Inoltre, volendo sottolineare la modernità dell'atto, suggerì che la Carta vietasse la schiavitù.
La Magna Carta fu oggetto di particolare interesse durante l'epoca illuministica. Nel 1759, sir William Blackstone pubblicò un'edizione critica dell'edizione del 1215, in cui utilizzò il sistema di numerazione ancora oggi consueto. Nel 1763, il membro del Parlamento John Wilkes venne arrestato per aver scritto un pamphlet accusatorio in cui la citò più volte ricevendo il sostegno di Lord Camden che denunciò il trattamento subito da Wilkes come una violazione della Carta stessa. Thomas Paine, nel suo "I diritti dell'uomo", avrebbe ignorato la Magna Carta e i Bills of Rights per il fatto che essi non rappresentavano una costituzione scritta redatta da rappresentanti eletti, una necessità questa ritenuta una conditio sine qua non per una carta fondamentale propriamente detta.

#### Nelle tredici colonie e negli Stati Uniti

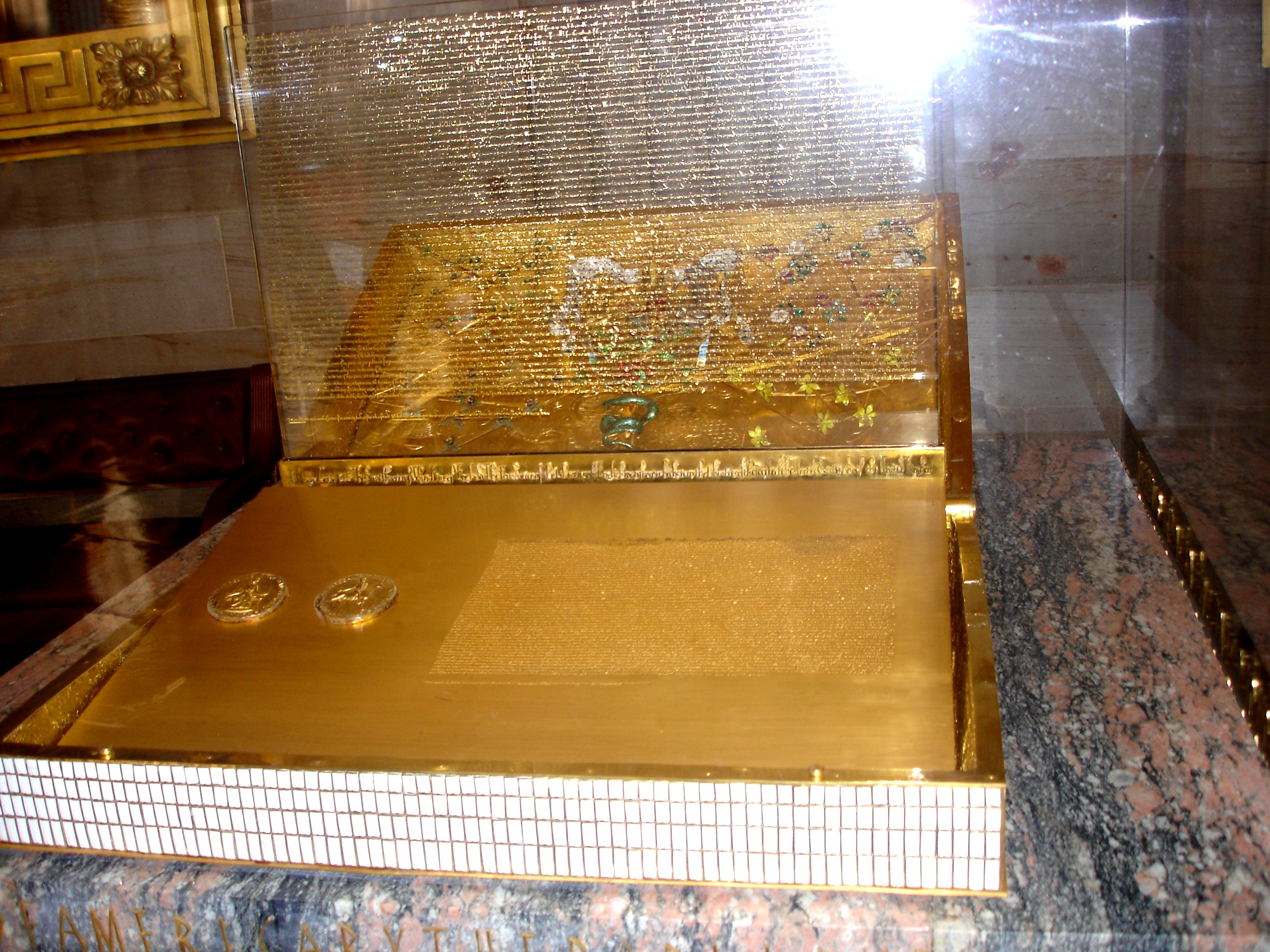
La replica della Magna Carta in esposizione presso il Campidoglio di Washington

Quando i coloni inglesi partirono per il Nuovo Mondo portarono con sé carte reali per giustificare il proprio insediamento nei territori d'oltreoceano. Per esempio la Carta della colonia della Massachusetts Bay dichiarava che i suoi abitanti avrebbero «avuto e goduto di tutte le libertà e le immunità dei soggetti liberi e naturali». Similmente, la Carta della Virginia del 1606, per gran parte redatta da Sir Edward Coke, dichiarava che i coloni avrebbero goduto della stessa «libertà, diritto di voto e immunità», delle persone nate in Inghilterra. Poiché nel Massachusetts Body of Liberties del 1641, il primo codice di leggi compilato nelle colonie, vi erano delle somiglianze con la clausola 29 della Magna Carta, la Corte Generale del Massachusetts interpretò il documento medievale come la base della common law inglese; le altre colonie avrebbero poi seguito tale esempio. Nel 1638 il Maryland tentò di riconoscere la Magna Carta come parte della sua costituzione, ma tale proposito venne respinto dal re Carlo I.
Nel 1687 il politico e fondatore della Provincia di Pennsylvania William Penn pubblicò un'opera in cui era contenuta la prima copia della Magna Carta stampata sul suolo americano. I commenti di Penn riprendevano l'idea già formulata da Coke riguardo alla convinzione che la Carta potesse essere considerata una legge fondamentale. I coloni fecero spesso riferimento ai libri di legge inglese e ciò li condusse a un'interpretazione anacronistica della Magna Carta, ritenendo che essa garantisse il processo con giuria e l'habeas corpus.
Lo sviluppo della supremazia parlamentare nelle isole britanniche non influenzò costituzionalmente le Tredici Colonie che mantennero un'aderenza alla common law inglese, ma interessò direttamente il rapporto con Londra. Per spiegare meglio il fenomeno, quando i coloni americani combatterono contro la Gran Bretagna, essi ritennero di battersi non tanto per la nuova libertà, quanto per preservare i diritti che essi ritenevano sanciti nella Magna Carta.
Alla fine del XVIII secolo la Costituzione degli Stati Uniti divenne la legge suprema del paese: poiché tale risultato fu percepito alla stregua di una conquista, risultò facile associare l'evento storico alla storica sottoscrizione della Magna Carta di diversi secoli prima. Nel quinto emendamento della Costituzione viene garantito che «nessuno può essere privato della vita, della libertà o della proprietà, senza un giusto processo di legge», una frase certamente derivata dalla Magna Carta. Inoltre, la Costituzione degli Stati Uniti include un comma (comma 2 della sezione IX, articolo I) di sospensione dellhabeas corpus del tutto simile alla clausola della Magna Carta, in cui si affermava che «il privilegio del writ di habeas corpus non sarà sospeso se non quando, in caso di ribellione o di invasione, lo richiederà la pubblica sicurezza». L'analisi di Lord Coke sulla Magna Carta è stata esplicitamente ripresa anche dalla Corte Suprema degli Stati Uniti che vi ha fatto riferimento elevandola a una profetica visione sul diritto a un rapido processo sancito dal sesto emendamento.

### Dal XIX al XXI secolo

#### Interpretazione

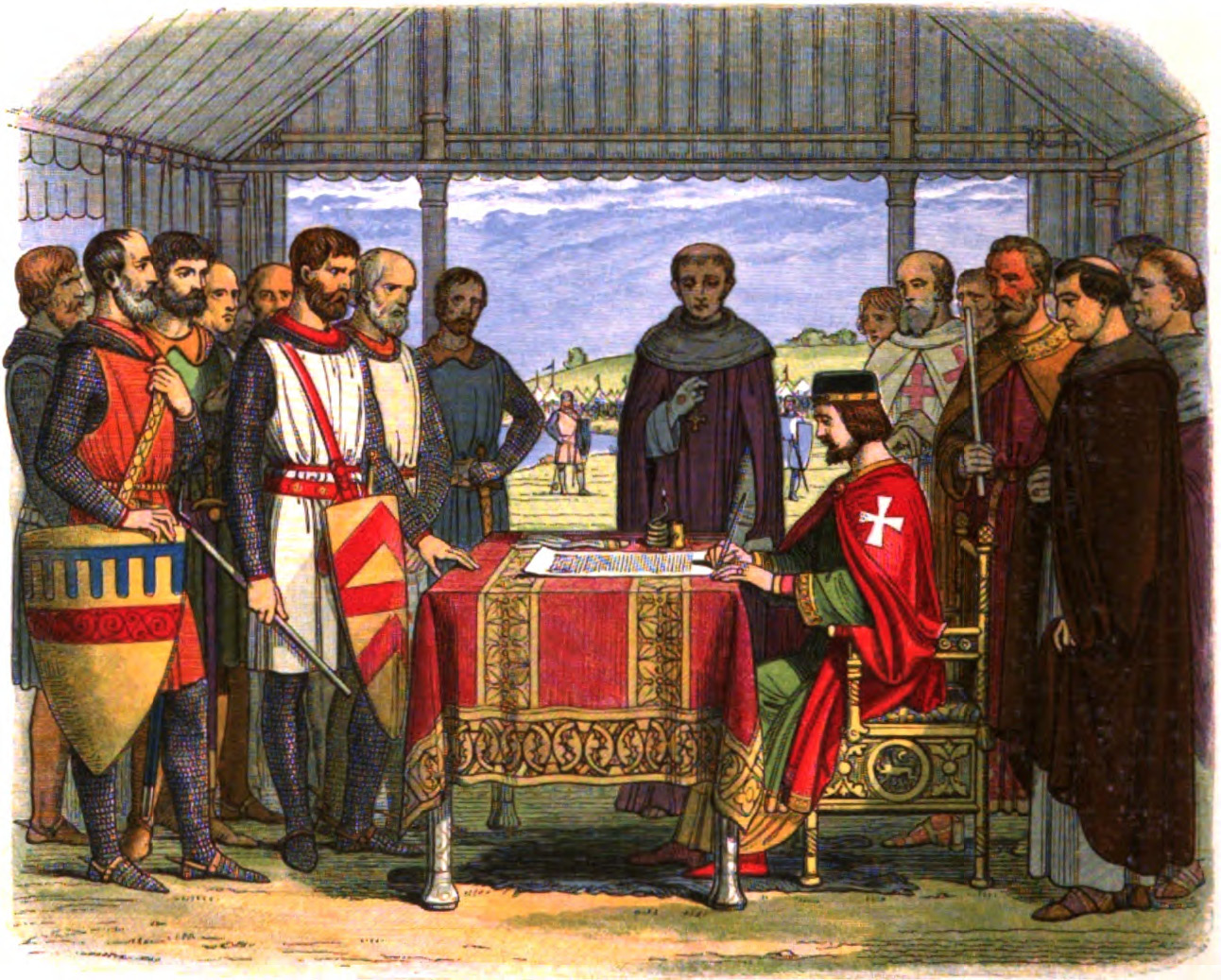
Una rappresentazione romanzata del XIX secolo della firma da parte del re Giovanni della Magna Carta

Durante il XIX secolo l'interpretazione formulata dai Whig della Magna Carta e del suo ruolo nella storia costituzionale rimase dominante. Lo storico William Stubbs nella sua Constitutional History of England, pubblicata nel 1870, rafforzò questa visione, sostenendo che essa fosse stata un importante passo nella formazione della nazione inglese, ritenendo che i baroni del 1215 a Runnymede non rappresentassero solo la nobiltà ma tutto il popolo d'Inghilterra schierato contro la tirannia del re Giovanni. Tuttavia, tale interpretazione iniziò a perdere rilevanza con il tempo e soprattutto quando il giurista e storico di epoca tardo-vittoriana Frederic William Maitland fornì una versione alternativa più aderente alle sue vere radici storiche. Nel 1904 Edward Jenks pubblicò un trattato intitolato "Il mito della Magna Carta" che mise in discussione la visione tradizionale dell'antico documento. Storici come Albert Pollard concordano con Jenks nel concludere che Edward Coke fosse stato, nel XVII secolo, per gran parte l'"inventore" del mito della Magna Carta, asserendo che l'atto del 1215 non facesse alcun riferimento alle libertà della gente in generale ma piuttosto alla sola tutela dei diritti baronali.
Questo punto di vista divenne popolare anche in circoli più ampi e, nel 1930, Sellar e Yeatman pubblicarono una loro parodia sulla storia inglese, 1066 and All That, in cui derisero la presunta importanza della Magna Carta e le sue promesse di libertà universale scrivendo: «Orbene, la Magna Carta rappresentò una tappa principale nell'affermazione della democrazia in Inghilterra: pertanto, si rivelò una buona cosa per tutti (tranne che per la gente comune)». In molte opere letterarie riguardanti il medioevo inglese la Magna Carta è considerata un fondamento dell'identità nazionale. Alcuni autori hanno sottolineato le radici medievali del documento come argomento per preservare lo status quo sociale, mentre altri l'hanno indicata come sfida alle ingiustizie economiche. Nel 1898 venne istituito l'"Ordine Baronale della Magna Carta" al fine di promuovere gli antichi principi e i valori che venivano associati alla Carta. I giuristi inglesi e statunitensi continuarono a conferire alla Carta un'elevata considerazione, tanto da formare alcune associazioni per la sua protezione. Nel 1956, il noto avvocato Lord Denning descrisse la Carta come «il più grande documento costituzionale di tutti i tempi - il fondamento della libertà dell'individuo contro l'autorità arbitraria del despota».

#### Abrogazione delle clausole
Alcuni giuristi di stampo radicale del XVIII e XIX secolo, incluso sir Francis Burdett, ritenevano che la Magna Carta non potesse essere abrogata. In realtà nell'Ottocento alcune clausole apparivano oramai obsolete o in disuso nella prassi. Il primo caso di espressa abrogazione di una clausola della Carta, la clausola 26, avvenne per mezzo dell'Offences against the Person Act 1828. Nel corso dei successivi 140 anni quasi tutta la Magna Carta andò incontro a un percorso di ridimensionamento e di esautorazione; al 2022 solo le clausole 1, 9 e 29 (quest'ultima relativa alla versione del 1297 della Carta) rimangono ancora in vigore in Inghilterra e nel Galles.

#### Eredità moderna

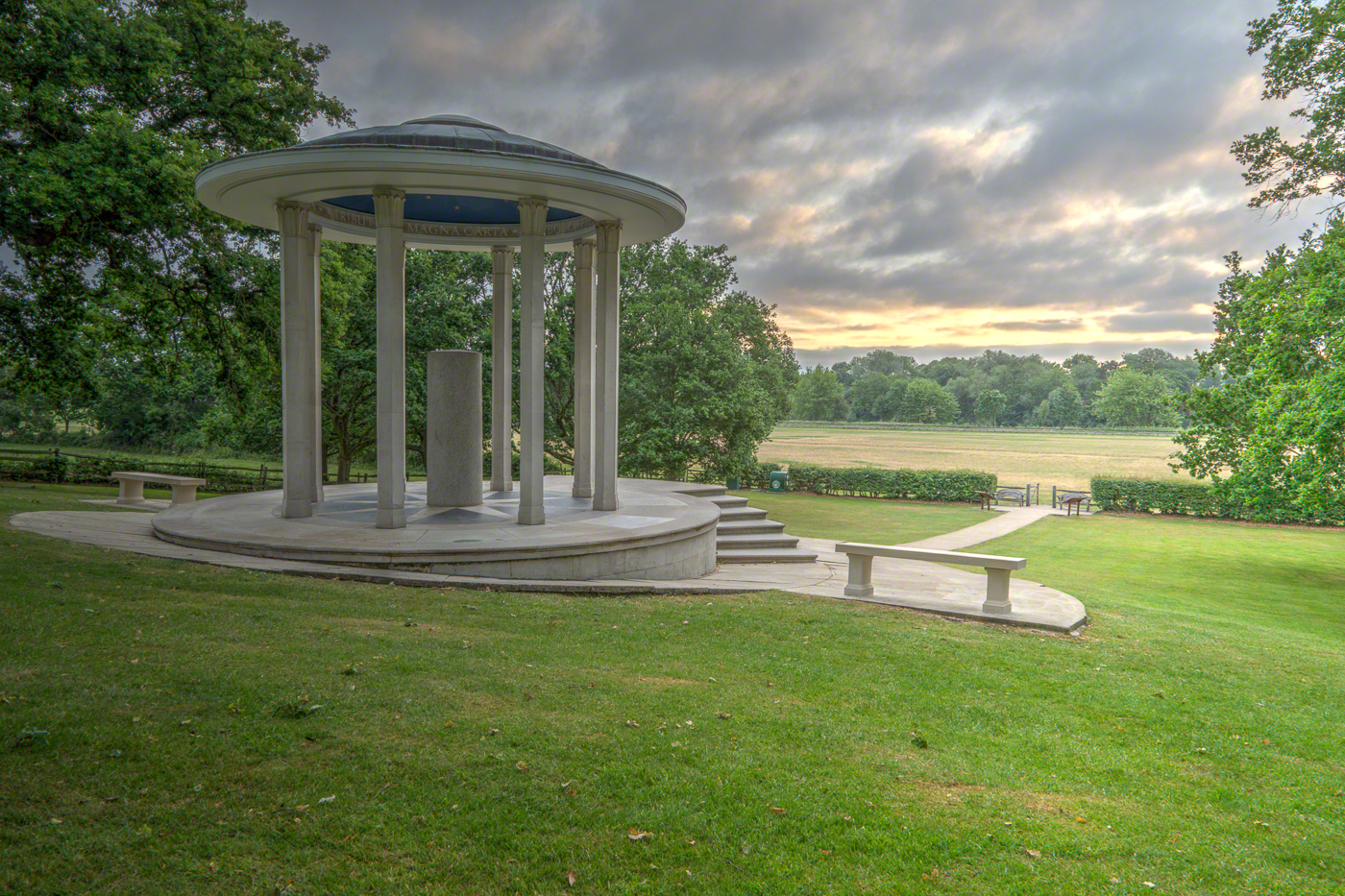
Il memoriale della Magna Carta A Runnymede, progettato da Sir Edward Maufe

La Magna Carta continua a esercitare un notevole valore simbolico all'interno della società britannica, venendo frequentemente menzionata da politici e giuristi a sostegno delle proprie tesi. Una recente affermazione particolarmente eclatante avvenne il 14 giugno del 2008, quando il politico Tony Benn etichettò quella data come «il giorno in cui la Magna Carta viene abrogata». In quel frangente era in corso un dibattito sull'opportunità di aumentare da 28 a 42 giorni la custodia cautelare in carcere per i sospettati di terrorismo, ma Benn aveva fatto leva sul documento di epoca medievale sottolineando la presunta tutela che, in teoria, esso garantiva ad alcuni diritti civili. Benché raramente citata nei tribunali dell'era moderna, nel 2012 i manifestanti di Occupy London tentarono di ricorrere alla Magna Carta per resistere allo sgombero dal cimitero di St. Paul da parte delle autorità della Città di Londra. Tuttavia nel suo giudizio il Master of the Rolls osservò che, sebbene la clausola 29 fosse considerata da molti il fondamento dello stato di diritto in Inghilterra, non la si potesse considerare direttamente pertinente al caso di specie, non essendo altresì nemmeno possibile considerare le altre due clausole non abrogate, inerenti nello specifico ai diritti della Chiesa e della Città di Londra. Pertanto, non potevano trovare applicazione in quella sede.
La Magna Carta ha uno scarso valore giuridico nella Gran Bretagna moderna, poiché il grosso delle sue clausole è stato abrogato e i relativi diritti sono garantiti da altre disposizioni. Ciononostante lo storico James Holt ha osservato che la sopravvivenza della Carta del 1215 nella vita nazionale è un «riflesso del continuo sviluppo del diritto e dell'amministrazione inglese» oltre a rappresentare un simbolo delle molte lotte tra l'autorità e il diritto nel corso dei secoli. Lo storico W. L. Warren ha osservato: «In quasi tutte le epoche, molte persone che hanno citato la Carta ne conoscevano a malapena il contenuto né si curavano di sopperire a tale mancanza, ragion per cui è lecito desumere che il richiamo all'atto, effettuato quando si voleva sostenere una "giusta causa", avveniva in quanto esso assume un valore simbolico che va oltre il testo scritto».
La Carta rimane anche un argomento di grande interesse per gli storici: Natalie Fryde l'ha descritta pittorescamente come «una delle vacche più sacre nella storia medievale inglese», rilevando come sia improbabile che possano terminare i dibattiti sulla sua interpretazione e significato. Per molti versi ancora un "testo sacro", la Magna Carta è generalmente considerata parte della costituzione non codificata del Regno Unito; in un discorso del 2005, il Lord Chief Justice, Lord Harry Woolf, la descrisse come «il primo di una serie di strumenti oggi ritenuti dotati di uno status costituzionale speciale».
La Magna Carta venne ristampata in Nuova Zelanda nel 1881 come uno degli Atti imperiali in vigore. La clausola 29 del documento rimane ancora valida come parte del diritto neozelandese.
Negli Stati Uniti la Carta continua a essere considerata il precursore della Costituzione e del Bill of Rights. Nel 1976, il Regno Unito prestò una delle quattro copie sopravvissute della Magna Carta del 1215 agli Stati Uniti per le celebrazioni del bicentenario, donandogli per l'occasione una vetrina decorata. Il documento originale è stato restituito dopo un anno, ma una replica e la vetrina sono ancora in mostra nella cripta del Campidoglio a Washington.

## Descrizione

### Formato
Numerosi esemplari delle varie edizioni, note come esemplificazioni (copie conformi), vennero realizzati al tempo dell'emissione e molte di essi esistono ancora oggi (2023). Il loro stato di conservazione varia da esemplare a esemplare ma perlopiù si trovano in ottimo o buono stato e facilmente leggibili, solo una piccola minoranza di essi appare irrimediabilmente danneggiata. La prima stesura venne scritta in latino medievale abbreviato, lingua ufficiale della burocrazia del tempo, ma furono realizzate anche traduzioni in lingua francese; la scrittura risulta chiara e i redattori utilizzarono penne d'oca su fogli di pergamena, in formati diversi, prodotta da pelle di pecora. Gli inchiostri, che appaiono oggi di colore marrone acceso, vennero realizzati mescolando sali di ferro con un estratto di galla. Le copie furono autentificate mediante l'apposizione del gran Sigillo Reale da parte di un funzionario chiamato "spigurnel" che utilizzò cera d'api e ceralacca. Sulla carta del 1215 non vi furono apposte né le firme né i sigilli dei baroni presenti. Originariamente il testo delle carte non venne numerato o diviso in paragrafi; il sistema di numerazione usato oggi fu introdotto dal giurista sir William Blackstone nel 1759.

### Esemplari

#### Esemplari della Carta del 1215

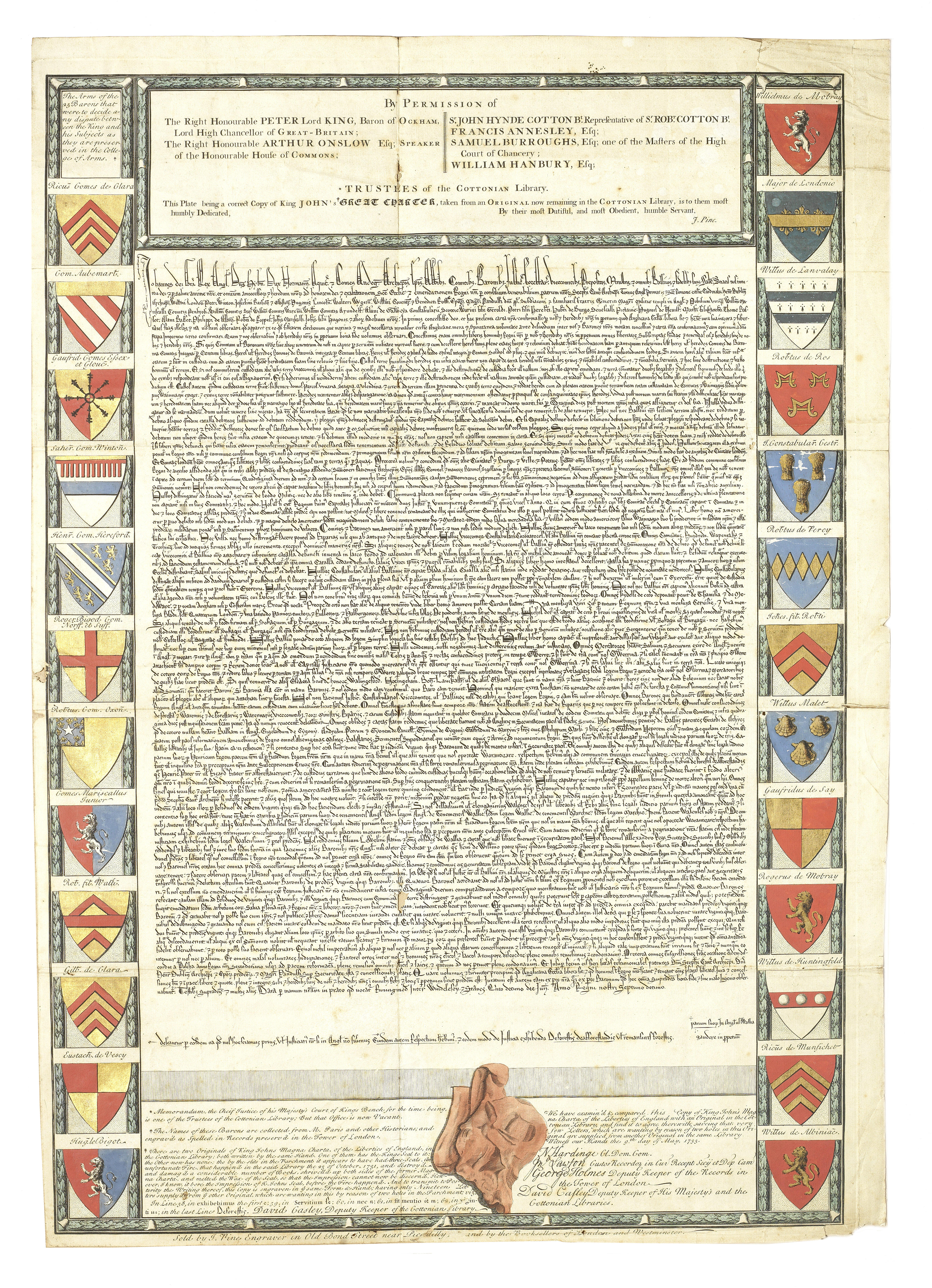
Riproduzione della Carta del 1215, realizzata nel 1733 da John Pine

Si presume che almeno tredici esemplari (copie conformi) della Carta del 1215 furono emesse dalla cancelleria reale in quello stesso anno, di cui sette distribuite il 24 giugno e altre sei successivamente. Queste vennero inviate agli sceriffi e ai vescovi delle contee, probabilmente incaricati del privilegio. Esistono lievi variazioni tra le copie sopravvissute e probabilmente non esisteva una singola "copia principale". Di questi esemplari, solo quattro esistono ancora al 2021, tutti conservati in Inghilterra: due alla British Library, uno presso la Cattedrale di Salisbury e uno, di proprietà della Cattedrale di Lincoln, in prestito permanente al castello di Lincoln. Ognuna di queste versioni è leggermente diversa per dimensioni e contenuto del testo e ciascuna di esse è considerata dagli storici ugualmente autorevole.
Le due copie del 1215 di proprietà della British Library, note come Cotton MS. Augustus II.106 e Cotton Charter XIII.31A, furono acquistate dall'antiquario Sir Robert Bruce Cotton nel XVII secolo. La prima era stata trovata da Humphrey Wyems, un avvocato londinese, che potrebbe averla scoperta in una sartoria e che poi la diede a Cotton nel gennaio 1629. La seconda fu trovata nel castello di Dover nel 1630 da Sir Edward Dering. La carta di Dering era tradizionalmente ritenuta la copia inviata nel 1215 ai Cinque Ports, ma nel 2015 lo storico David Carpenter ha sostenuto che più probabilmente si trattasse di quella inviata alla Cattedrale di Canterbury, in quanto il suo contenuto era identico a una trascrizione del 1290 eseguita nella cattedrale. Un incendio, divampato nel 1731 nella biblioteca Cotton, ne compromise il sigillo, pur lasciando sostanzialmente illesa la pergamena anche se un po' raggrinzita. Due anni più tardi, John Pine, ne realizzò una copia del tutto identica. Nel 1830 un tentativo maldestro di pulizia e conservazione rese il manoscritto in gran parte illeggibile a occhio nudo. Nonostante tali difetti, questa è comunque l'unica copia sopravvissuta del 1215 ad avere ancora applicato il suo grande sigillo.
La copia della Cattedrale di Lincoln era quella indirizzata alla contea. Fino al 1846 era esposta nella cattedrale per poi essere trasferita in un altro edificio. Tra il 1939 e il 1940 fu esposta nel Padiglione Britannico all'esposizione universale del 1939 a New York e alla Biblioteca del Congresso. Quando scoppiò la seconda guerra mondiale, Winston Churchill era intenzionato a donarla al popolo americano, sperando che questo avrebbe incoraggiato gli Stati Uniti, allora neutrali, a entrare nel conflitto contro le potenze dell'Asse, ma i vertici della cattedrale si opposero e l'idea venne abbandonata. Dopo il dicembre 1941, la copia fu conservata per motivi di sicurezza a Fort Knox, nel Kentucky, prima di essere rimessa in mostra nel 1944 e restituita, due anni più tardi, alla Cattedrale di Lincoln. Nel 1976 venne esposta nella biblioteca medievale della cattedrale. Successivamente è stata messa in mostra a San Francisco per poi trascorrere un periodo di restauro conservativo prima di un'altra esposizione negli Stati Uniti nel 2007, prima al Contemporary Art Center of Virginia e poi al National Constitution Center di Philadelphia. Nel 2009 è tornata a New York per essere esposta al Fraunces Tavern Museum. Attualmente (2022) è in prestito permanente al David P. J. Ross Vault presso il castello di Lincoln, insieme a una copia originale della carta della Foresta del 1217.
La quarta copia, ritrovata nel 1812, fu consegnata per la prima volta nel 1215 alla Cattedrale di Old Sarum e poi spostata in quella di Salisbury che ne ha preso il posto. È forse la meglio conservata delle quattro, grazie anche a un restauro avvenuto negli anni 1940, tuttavia si possono notare piccoli fori di spillo probabilmente causati da una sua affissione. La grafia su questa versione è diversa da quella delle altre tre, suggerendo che non sia stata scritta da uno scriba reale, ma piuttosto da un amanuense della cattedrale, avvezzo alla copiatura, che l'ha poi fatta autentificare dalla corte reale.

#### Esemplari delle carte successive

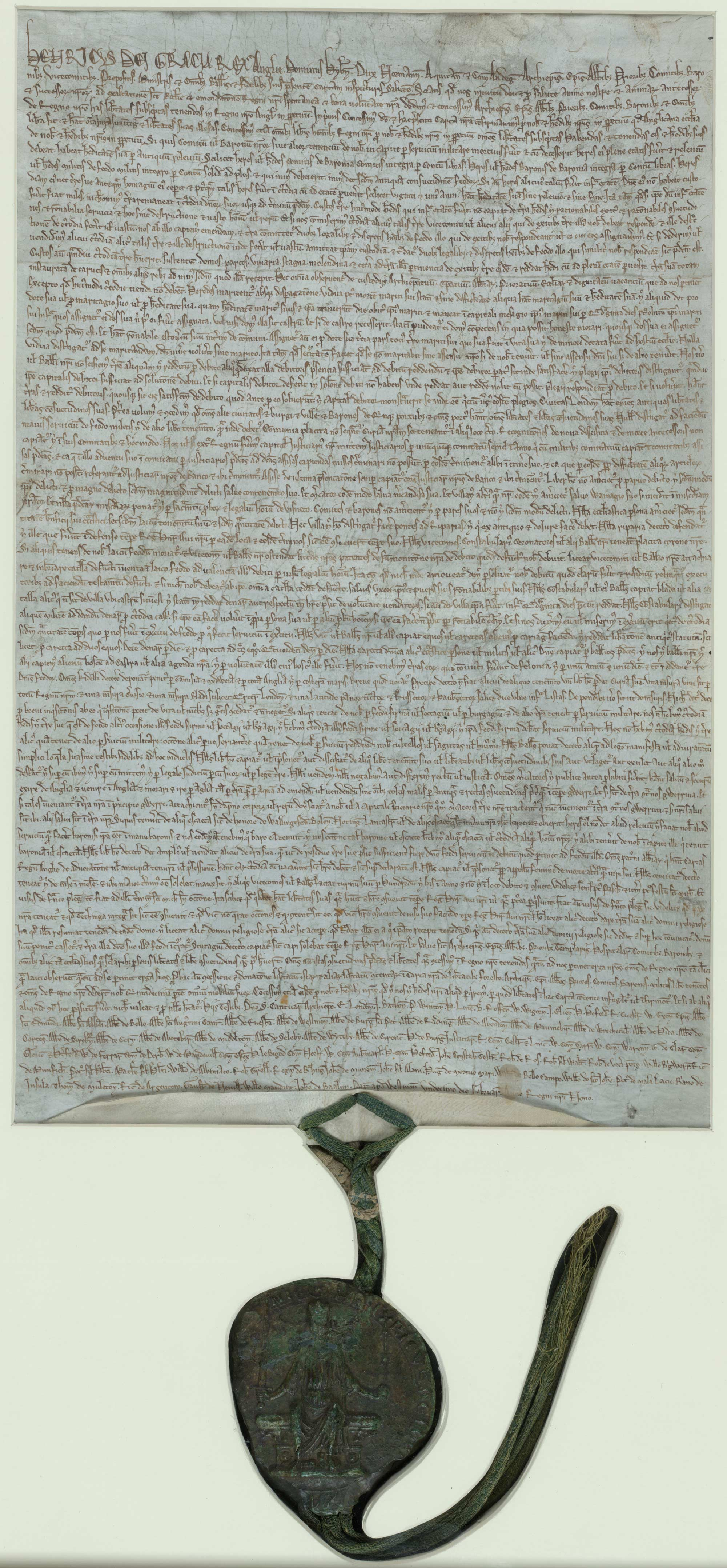
Carta del 1225 conservata presso la British Library

Altre successive copie conformi delle carte sono giunte fino a noi. Della Carta del 1216 ne è sopravvissuta una soltanto ed è conservata nella Cattedrale di Durham, mentre della Carta del 1217 esistono ancora quattro copie, tre di queste conservate presso la biblioteca Bodleiana dell'università di Oxford e una nella Cattedrale di Hereford. Sia le copie del 1216 che del 1217 erano provviste dei sigilli di Guala Bicchieri e di Guglielmo il Maresciallo, reggenti durante la minore età di Enrico III d'Inghilterra, oggi non più presenti, ma è possibile notare le strisce di pergamena su cui erano appuntati. Una delle copie della biblioteca Bodleiana è stata esposta, nel 2011, al California Palace of the Legion of Honor di San Francisco.
Della carta del 1225 sopravvivono oggi quattro copie conformi: la British Library ne conserva una precedentemente ospitata presso l'Abbazia di Lacock fino al 1945. Anche la Cattedrale di Durham ne conserva una copia, mentre la biblioteca Bodleiana ne tiene una terza. La quarta copia era conservata presso il museo dell'Archivio Pubblico ed è, al 2021, conservata presso l'Archivio Nazionale del Regno Unito. La Società degli Antiquari di Londra detiene anche una bozza della carta del 1215 (scoperta nel 2013 in un registro della fine del XIII secolo proveniente dall'abbazia di Peterborough), una copia della terza stesura del 1225 (trovata all'interno di una raccolta di statuti dell'inizio del XIV secolo) e una copia in rotolo della ristampa del 1225.

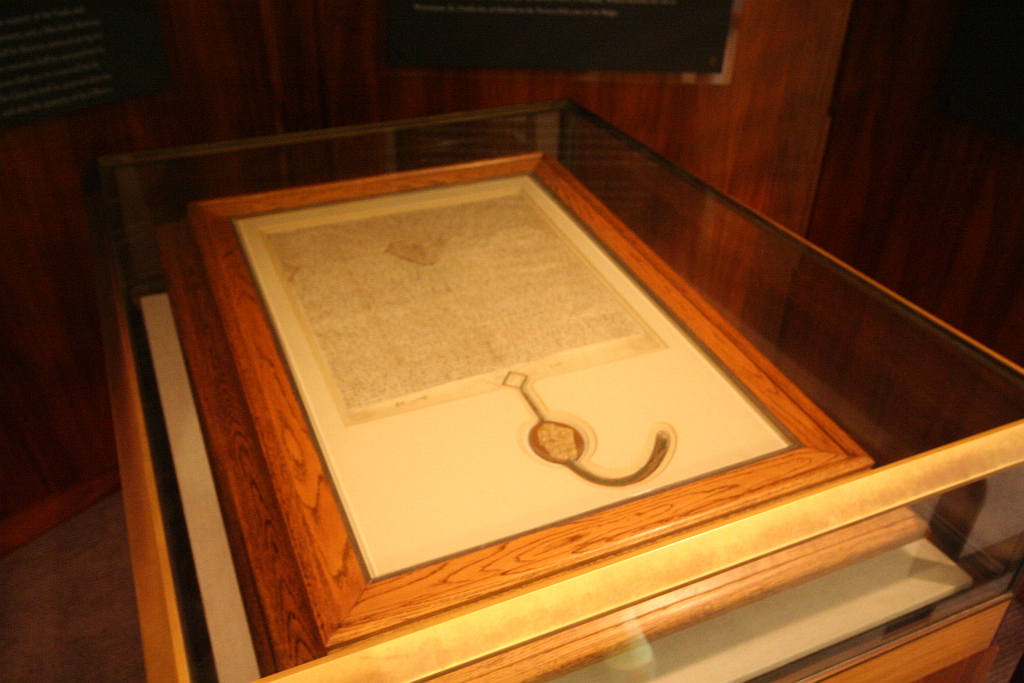
Copia conforme della Magna Carta del 1297, di proprietà del governo australiano ed esposta alla Camera dei deputati del Parlamento a Canberra

Solo due esemplari della Magna Carta si trovano fuori dall'Inghilterra, entrambi risalenti al 1297. Uno di questi fu acquistato nel 1952 dal governo australiano per £ 12 500 dalla King's School di Bruton in Inghilterra. Questa copia è ora esposta a Canberra nella Camera dei deputati del Parlamento. La seconda era originariamente detenuta dalla famiglia Brudenell, conti di Cardigan, prima che la vendessero nel 1984 alla Fondazione Perot statunitense che, a sua volta, nel 2007 la vendette all'uomo d'affari David Rubenstein per 21,3 milioni di dollari. A proposito del suo acquisto, Rubenstein ha commentato: «Ho sempre creduto che questo fosse un documento importante per il nostro Paese, anche se non è stato redatto qui. Penso che fosse stato la base per la Dichiarazione d'indipendenza e per la Costituzione». Questa copia è ora in prestito permanente ai National Archives di Washington. Solo altri due esemplari del 1297 esistono al 2021, uno dei quali è conservato negli Archivi Nazionali del Regno Unito, l'altro nella Guildhall di Londra.
Della versione del 1300, promulgata durante il regno di Edoardo I d'Inghilterra, esistono sette esemplari, conservati a Faversham, all'Oriel College, Oxford, nella biblioteca Bodleiana, nella Cattedrale di Durham, nell'Abbazia di Westminster, negli archivi della Guildhall di Londra e in quelli del Kent County Council a Sandwich. Quest'ultimo è stato riscoperto all'inizio del 2015 in un album di epoca vittoriana conservato negli archivi della città di Sandwich, nel Kent, uno dei Cinque Ports.

## Contenuto della Carta del 1215

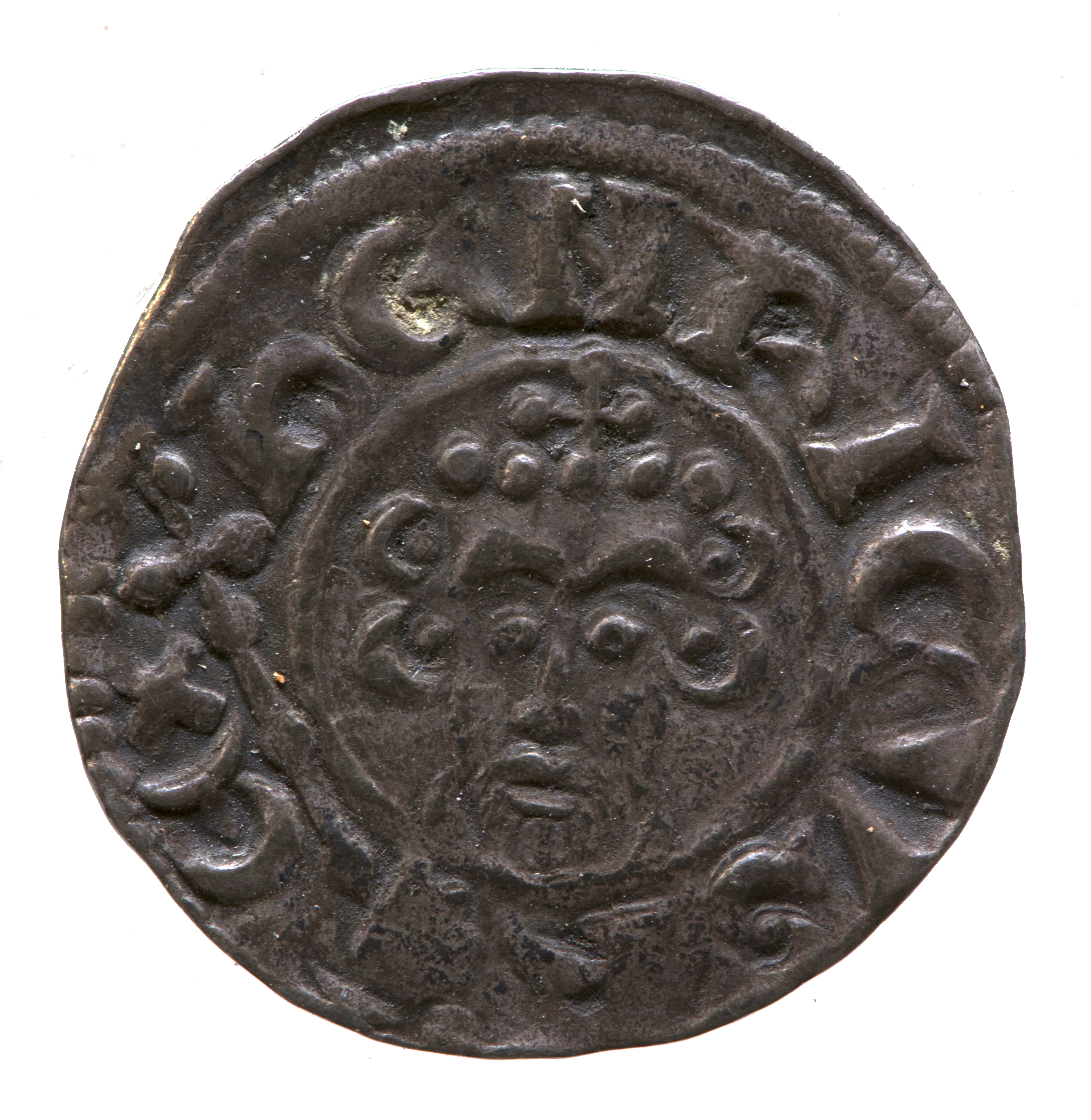
Un penny d'argento del re Giovanni I; gran parte della Magna Carta riguardava le entrate finanziarie della Corona

La Magna Carta del 1215 inizia con una lunga introduzione nella quale «Giovanni, per grazia di Dio Re d'Inghilterra, ...» dichiara come intento «la salvezza della Nostra anima e di quella dei nostri predecessori e dei nostri successori, a maggior gloria di Dio, a esaltazione della Santa Chiesa, e per un migliore governo del Nostro Regno». Successivamente vi è un lungo testo che per prassi è suddiviso in 63 clausole distinte benché nella sua formulazione originale fosse privo di soluzioni di continuità o di qualsiasi segno convenzionale che le separasse, come invece erano presenti nella carta dei Baroni.
La maggior parte del contenuto della Carta del 1215 e delle versioni successive intendeva disciplinare i diritti feudali della Corona sui baroni. Sotto i re plantageneti, e in particolare durante il regno di Giovanni, le prerogative del monarca erano state spesso usate in modo fraudolento, talvolta nel tentativo di massimizzare le entrate finanziarie della Corona. Inoltre, si intendeva tornare a riconoscere le prerogative di città, chiese e nobili che erano state schiacciate dall'autorità imposta fin dai tempi del re Enrico II. Nonostante la prevalenza dei temi fiscali, gli argomenti trattati appaiono molteplici e tra essi meritano menzione l'amministrazione della giustizia, le libertà della chiesa inglese, le successioni a causa di morte, la disciplina delle foreste reali, dei ponti fluviali, il diritto tributario e commerciale, le unità di misura (clausola 35) e i contratti debitori verso gli ebrei.
La prima clausola garantisce la libertà della chiesa inglese, tramite la prerogativa di scegliere i propri vescovi senza ingerenze della Corona. Il ruolo dell'istituzione ecclesiastica era stato oggetto di grande dibattito negli anni precedenti alla Carta. I re normanni e angioini avevano tradizionalmente esercitato un grande potere sulla chiesa all'interno dei loro territori. Dal 1040 in poi, nel contesto della riforma della Chiesa dell'XI secolo, i pontefici avevano sottolineato l'importanza che la Chiesa fosse governata in modo più efficace da Roma e avevano stabilito un sistema giudiziario indipendente e una catena gerarchica di autorità. Dopo il 1140, questi principi erano stati ampiamente accettati all'interno della struttura clericale inglese, anche se accompagnati da alcune preoccupazioni circa la centralizzante autorità di Roma.
Le clausole successive, fino all'ottava, regolano il diritto successorio con soluzioni distinte per coloro che ereditavano in minore età e chi fosse stato già maggiorenne, fissando anche le tasse che dovevano pagare. Si poneva attenzione affinché i tutori non potessero appropriarsi indebitamente degli averi di coloro che erano sotto la loro protezione, mentre particolari diritti vennero predisposti per le vedove a cui era concesso anche di risposarsi previo assenso del proprio signore. Dalla clausola 9 alla 11 veniva affrontata la questione dei debiti con una disciplina particolare per quelli verso gli ebrei.
Lo scutagium era una forma di tassazione medievale: tutti i cavalieri e i nobili erano obbligati a prestare servizio militare a favore della Corona in cambio delle proprie terre che, teoricamente, appartenevano al Re, ma molti di essi preferivano pagare del denaro per esserne esentati; con il denaro ricavato, spesso, la Corona pagava i mercenari. A quanto dovesse ammontare lo scutage e le condizioni in cui il re lo potesse imporre erano incerte e controverse; le clausole 12 e 14 riguardavano proprio la gestione di tale diritto reale vietando al sovrano di imporre nuove tasse ai suoi vassalli diretti senza il previo consenso del consiglio comune del regno.

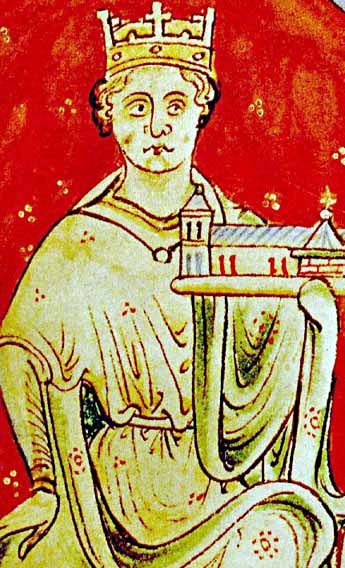
Re Giovanni tiene in mano una chiesa, illustrazione di Matthew Paris databile tra il 1250 e il 1259

Il sistema giudiziario inglese si era notevolmente modificato nel secolo precedente, con i giudici reali che andarono a svolgere un ruolo più importante nel garantire la giustizia in tutto il paese. Giovanni d'Inghilterra aveva più volte ricorso alle sue prerogative reali per estorcere ingenti somme di denaro ai baroni, richiedendo di fatto pagamenti per garantire la giustizia in casi particolari. Per mettere un freno a ciò, le clausole 39 e 40 richiedevano l'applicazione del giusto processo nel sistema di giustizia reale, mentre la clausola 45 prevedeva che il re nominasse funzionari reali competenti per i ruoli più importanti. Sebbene queste clausole non avessero alcun significato sostanziale nella carta originale, divennero particolarmente importanti nei secoli successivi. Negli Stati Uniti, per esempio, la Corte Suprema della California ha interpretato la clausola 45 nel 1974 come un requisito di common law che garantisse a un imputato, di fronte alla possibilità di essere incarcerato, il diritto ad avere un processo supervisionato da un giudice legalmente riconosciuto.
Le foreste reali erano economicamente importanti nell'Inghilterra medievale ed erano sia protette che sfruttate dalla Corona, fornendo al re terreni per la caccia, per l'approvvigionamento di materie prime e per ottenere denaro. Queste erano soggette a una giurisdizione speciale che, secondo lo storico Richard Huscroft, era «aspra e arbitraria, una questione esclusivamente riguardante la volontà del re». Inoltre, i confini delle foreste reali si erano ampliati sotto i re angioini, uno sviluppo che si era dimostrato impopolare.
Su questo tema la carta del 1215 annoverava diverse clausole: le clausole 47 e 48 promettevano di disboscare le terre aggiunte alle foreste reali sotto Giovanni e di indagare sull'uso dei diritti reali in queste zone, ma non prendevano in considerazione quelle dei sovrani precedenti, mentre la clausola 53 prometteva una qualche forma di riparazione per coloro che avevano subito gli effetti dalle recenti modifiche. La clausola 44 doveva garantire una certa giustizia da parte dei tribunali della Foresta. Né la Magna Carta né la successiva carta della Foresta si dimostrarono, tuttavia, del tutto soddisfacenti come strumento per mitigare le tensioni politiche sorte nell'esercizio delle foreste reali.
Alcune delle clausole riguardavano questioni economiche più ampie. Le preoccupazioni dei baroni per la gestione dei propri debiti verso gli usurai ebrei, che occupavano una posizione speciale nell'Inghilterra medievale e per tradizione erano sotto la protezione del re, furono affrontate nelle clausole 10 e 11. La Carta concludeva questa sezione con la frase «i debiti verso altri che non fossero ebrei devono essere trattati allo stesso modo», quindi è discutibile fino a che punto gli ebrei fossero destinatari esclusivi di queste clausole. Alcune questioni erano relativamente specifiche, come la clausola 33 che ordinava la rimozione di tutte le dighe da pesca, un'importante e crescente fonte di reddito all'epoca, dai fiumi inglesi.

### Clausole sopravvissute nell'ordinamento inglese
Nell'attuale (2022) ordinamento giuridico dell'Inghilterra e Galles sopravvivono solo tre clausole della Magna Carta. Queste riguardano la libertà della Chiesa inglese, le "antiche libertà" della City di Londra (clausola 13 nello statuto del 1215, clausola 9 nello statuto del 1297), e il diritto a un giusto processo (clausole 39 e 40 dello statuto del 1215, clausola 29 dello statuto del 1297). In dettaglio, queste clausole (utilizzando il sistema di numerazione dello statuto 1297) affermano che:
- I. In primo luogo abbiamo concesso a Dio e abbiamo confermato con questa nostra carta, per noi e i nostri eredi in perpetuo, che la Chiesa inglese sia libera, e abbia i suoi diritti integri e le sue libertà intatte [...] Abbiamo anche concesso a tutti gli uomini liberi e consenzienti del nostro regno, per noi e i nostri eredi di sempre, tutte le libertà sottoscritte, che essi e i loro eredi ricevano e conservino, da noi e dai nostri eredi.
- IX La città di Londra abbia tutte le sue antiche libertà e le sue libere consuetudini, sia per terre sia per acque. Inoltre vogliamo e concediamo che tutte le altre città, borghi, villaggi e porti abbiano tutte le loro libertà e libere consuetudini.
- XXIX. Nessun uomo libero sarà arrestato, imprigionato, multato, messo fuori legge, esiliato o molestato in alcun modo, né noi useremo la forza nei suoi confronti o demanderemo di farlo ad altre persone, se non per giudizio legale dei suoi pari e per la legge del regno.[244]